# Preußen Münster
Der SC Preußen 06 e. V. Münster ist ein Sportverein aus Münster. Der Verein war 1951 Finalist im Endspiel um die deutsche Fußballmeisterschaft und 1963 Gründungsmitglied der Bundesliga. Die Vereinsfarben sind Schwarz-Weiß-Grün, das Wappentier ist der Preußische Adler. Der Verein hat über 13.000 Mitglieder (Stand: 10. Juni 2025) und gehört damit zu den mitgliederstärkeren Sportvereinen in Deutschland.
Die professionelle Fußballabteilung ist seit dem 28. Februar 2018 in die Sportclub Preußen Münster 06 GmbH & Co. KGaA ausgegliedert, deren Kommanditaktionär der Verein ist. Die zur Geschäftsführung berechtigte und voll haftende Komplementärin ist die Sportclub Preußen Münster 06 Geschäftsführungs-GmbH, deren Anteile vollständig vom Verein gehalten werden. In der Saison 2023/24 stieg der Verein nach 33 Jahren wieder in die 2. Fußball-Bundesliga auf.

## Geschichte

### Gründung und Aufstieg in die höchste Spielklasse
| Saison                                              | Liga                          | Level | Platz | Tore   | Punkte |
| --------------------------------------------------- | ----------------------------- | ----- | ----- | ------ | ------ |
| 1913/14                                             | A-Klasse                      | I     | 01.   | 59:018 | 22:06  |
| 1920/21                                             | A-Klasse                      | I     | 01.   | 58:017 | 30:06  |
| 1921/22                                             | A-Klasse                      | I     | 04.   | 30:027 | 19:17  |
| 1922/23                                             | A-Klasse, Gruppe B            | I     | 01.   | 20:005 | 12:02  |
| 1923/25                                             | A-Klasse                      | I     | 09.   | -:-    | 12:16  |
| 1925/26                                             | A-Klasse/Bezirksklasse        | I     | 08.   | -:-    | 26:30  |
| 1926/27                                             | A-Klasse/Bezirksklasse        | I     | 02.   | 30:018 | 20:08  |
| 1927/28                                             | A-Klasse/Bezirksklasse        | I     | 08.   | -:-    | 11:17  |
| 1928/29                                             | 2. Bezirksklasse              | II    | 02.   | 46:026 | 21:07  |
| 1929/30                                             | 1. Bezirksklasse              | II    | -.    | -:-    | -:-    |
| 1930/31                                             | 1. Bezirksklasse              | II    | 03.   | 59:038 | 32:14  |
| 1931/32                                             | Oberliga/Sonderklasse         | I     | 04.   | 39:027 | 23:17  |
| 1932/33                                             | Oberliga/Sonderklasse         | I     | 02.   | 41:021 | 23:13  |
| 1933/34                                             | Gauliga Westfalen             | I     | 08.   | 23:043 | 15:21  |
| 1934/35                                             | Gauliga Westfalen             | I     | 03.   | 29:025 | 19:17  |
| 1935/36                                             | Gauliga Westfalen             | I     | 09.   | 19:044 | 14:22  |
| 1936/37                                             | Bezirksklasse Münster         | II    | 01.   | 70:024 | 31:09  |
| 1937/38                                             | Bezirksklasse Münster         | II    | 01.   | 53:013 | 26:06  |
| 1938/39                                             | Gauliga Westfalen             | I     | 07.   | 26:031 | 17:19  |
| 1939/40                                             | Gauliga Westfalen             | I     | 06.   | 43:052 | 16:20  |
| 1940/41                                             | Gauliga Westfalen             | I     | 12.   | 27:105 | 03:41  |
| 1942/43                                             | Bezirksklasse                 | II    | 01.   | -:-    | -:-    |
| 1943/44                                             | Bezirksklasse                 | II    | 02.   | 43:018 | 18:02  |
| 1946                                                | Westfalenliga                 | I     | 02.   | 48:035 | 20:12  |
| 1946/47                                             | Westfalenliga                 | I     | 04.   | 39:025 | 22:14  |
| 1947/48                                             | Landesliga Westfalen Gruppe 2 | II    | 01.   | 51:023 | 32:16  |
| 1948/49                                             | Oberliga West                 | I     | 04.   | 33:035 | 25:23  |
| 1949/50                                             | Oberliga West                 | I     | 08.   | 53:042 | 28:32  |
| grün unterlegt: Aufstieg; orange unterlegt: Abstieg |                               |       |       |        |        |

Altes Vereinswappen

Gegründet wurde der Verein am 30. April 1906 von Schülern des heutigen Johann-Conrad-Schlaun-Gymnasiums unter dem Namen „FC Preußen“. Fußballhistoriker vermuten, dass der Name wohl patriotische Gründe hatte. Zu Beginn besaß der FC Preußen noch keinen eigenen Platz, so dass mit Genehmigung des Kommandierenden Generals Freiherr von Bissing auf einem Exerzierplatz der Armee an der Loddenheide gespielt wurde. Als Bedingung des Generals mussten die Tore nach jedem Spiel allerdings wieder abgebaut werden. Das erste Spiel gewannen die Münsteraner gegen den FC Osnabrück am 24. Juni 1907 mit 5:0. Nach der Aufnahme des Vereins in den Westdeutschen Spielverband spielte man zunächst zweitklassig, bis man bereits 1908 in die A-Klasse (1. Liga) aufstieg. Im Jahr 1910 zog der FCP zum Feldschlösschen an die Sentruper Höhe in Münsters Westen um. 1914 wurde der Verein zum ersten Mal Westfalenmeister. Dieser Erfolg wiederholte sich im Jahr 1921, in dem die Umbenennung in „Sportclub Preußen“ vorgenommen wurde. Zwischen 1916 und 1926 spielte der SCP auf dem Münstermannplatz, der sich unweit des heutigen Preußenstadions befand.
Dort wurde der Verein 1925 Teil der deutschen Rundfunkgeschichte, als am 1. November 1925 erstmals (durch Bernhard Ernst) ein Livekommentar gesprochen wurde (Spiel gegen Arminia Bielefeld). Seit 1926 spielt Preußen Münster im Preußenstadion an der Hammer Straße.
Von 1933 bis 1936 und nochmals von 1938 bis 1941 gehörten die Preußen für insgesamt sechs Spielzeiten der Gauliga Westfalen an, der damals neben 15 anderen Gauligen höchsten deutschen Spielklasse.

### Nach dem Krieg in der Oberliga West
Nach dem Zweiten Weltkrieg konnte sich der Verein nach mehreren Abstiegen und Wiederaufstiegen ab Ende der 1940er Jahre endgültig in der damals erstklassigen Oberliga West etablieren. Josef Oevermann hatte daran großen Anteil, da er als Fußballobmann und Unternehmer den sogenannten „Preußen-Ring“ ins Leben rief, ein Pendant zum heutigen Sponsorenpool. Oevermanns Unterstützung erlaubte es den Preußen, eine Reihe überdurchschnittlicher Angreifer ins Münsterland zu locken, die 1950/51 als „100.000-Mark-Sturm“ legendär wurden. Dies waren Rechtsaußen Felix „Fiffi“ Gerritzen vom VfB Oldenburg, der nicht nur 1951 gegen Österreich Ecken direkt verwandeln konnte, der Dortmunder Borusse und spätere Rekordschütze der Dortmunder Alfred „Adi“ Preißler, Mittelstürmer Rudi Schulz, Linksaußen Josef „Jupp“ Lammers und Halbstürmer „Sigi“ Rachuba (SpVgg Erkenschwick), dazu kamen noch Friedel Weghorst und ab 1952 Werner Erb, der jedoch bald zu Altona 93 zurückkehrte.
Die Spieler bestritten allerdings später, so viel Geld bekommen zu haben. Adi Preißler erinnerte sich an eine Tankstelle, die er pachten konnte, mit der aber wegen der damaligen Benzin-Rationierung kein Geld zu verdienen gewesen sei; und Gerritzen erzählte: „Nach dem Training bekamen wir eine Flasche Milch und ein Würstchen mit Kartoffelsalat. Das kostete 1,90 DM, und die wurden auch noch auf unser Vertragsspielergehalt angerechnet, bis wir dagegen auf die Barrikaden gingen.“ Die griffige Formulierung „100.000-Mark-Sturm“ geht wohl auf einen Journalisten zurück, der damit den Wert der Angriffsreihe umschreiben wollte, die mit dem Erreichen des Meisterschaftsendspiels 1951 ihren sportlichen Höhepunkt erlebte.
Mit Siegfried Rachuba, der von 1949 bis 1959 das Preußendress trug, ist ein Mitglied dieser Angriffsreihe bis in die Gegenwart Münsters erfolgreichster Erstligatorschütze aller Zeiten; er erzielte in 238 Oberligaspielen 97 Treffer sowie vier der 23 Preußen-Tore in der Endrunde um die deutsche Meisterschaft 1951.
| Name                    | Spiele | Tore | Jahre     |
| ----------------------- | ------ | ---- | --------- |
| Rudolf „Rudi“ Schulz    | 280    | 30   | 1950–1962 |
| „Sigi“ Rachuba          | 238    | 97   | 1949–1959 |
| Felix „Fiffi“ Gerritzen | 166    | 83   | 1950–1958 |
| Josef „Jupp“ Lammers    | 151    | 47   | 1949–1956 |
| Friedel Weghorst        | 075    | 26   | 1948–1952 |
| Alfred „Adi“ Preißler   | 028    | 19   | 1950–1952 |
| Werner Erb              | 04     | 01   | 1952–1953 |

### Deutsche Vizemeisterschaft, Gründung der Bundesliga und Abstieg
| Saison                                              | Liga              | Level | Platz | Tore  | Punkte | Zuschauer |
| --------------------------------------------------- | ----------------- | ----- | ----- | ----- | ------ | --------- |
| 1950/51                                             | Oberliga West     | I     | 02.   | 58:36 | 41:19  | 17.600    |
| 1951/52                                             | Oberliga West     | I     | 07.   | 53:48 | 32:28  | 15.200    |
| 1952/53                                             | Oberliga West     | I     | 07.   | 74:60 | 32:28  | 13.500    |
| 1953/54                                             | Oberliga West     | I     | 04.   | 60:54 | 33:27  | 15.400    |
| 1954/55                                             | Oberliga West     | I     | 09.   | 70:60 | 28:32  | 13.200    |
| 1955/56                                             | Oberliga West     | I     | 12.   | 51:64 | 26:34  | 09.500    |
| 1956/57                                             | Oberliga West     | I     | 13.   | 48:70 | 25:35  | 11.400    |
| 1957/58                                             | Oberliga West     | I     | 06.   | 48:45 | 30:30  | 12.100    |
| 1958/59                                             | Oberliga West     | I     | 07.   | 50:51 | 32:28  | 13.000    |
| 1959/60                                             | Oberliga West     | I     | 10.   | 37:52 | 28:32  | 12.600    |
| 1960/61                                             | Oberliga West     | I     | 09.   | 41:50 | 27:33  | 08.800    |
| 1961/62                                             | Oberliga West     | I     | 07.   | 60:47 | 34:26  | 15.700    |
| 1962/63                                             | Oberliga West     | I     | 04.   | 51:32 | 37:23  | 19.100    |
| 1963/64                                             | Bundesliga        | I     | 15.   | 34:52 | 23:37  | 21.700    |
| 1964/65                                             | Regionalliga West | II    | 08.   | 50:48 | 33:35  | 07.500    |
| 1965/66                                             | Regionalliga West | II    | 06.   | 55:47 | 34:34  | 05.300    |
| 1966/67                                             | Regionalliga West | II    | 09.   | 53:58 | 35:33  | 04.800    |
| 1967/68                                             | Regionalliga West | II    | 13.   | 45:50 | 29:39  | 04.200    |
| 1968/69                                             | Regionalliga West | II    | 14.   | 40:63 | 26:42  | 05.200    |
| 1969/70                                             | Regionalliga West | II    | 07.   | 69:58 | 37:31  | 05.500    |
| 1970/71                                             | Regionalliga West | II    | 09.   | 62:57 | 31:37  | 04.400    |
| 1971/72                                             | Regionalliga West | II    | 11.   | 43:57 | 31:37  | 04.400    |
| 1972/73                                             | Regionalliga West | II    | 13.   | 47:66 | 29:39  | 06.000    |
| 1973/74                                             | Regionalliga West | II    | 05.   | 57:49 | 38:30  | 07.700    |
| grün unterlegt: Aufstieg; orange unterlegt: Abstieg |                   |       |       |       |        |           |

In der Saison 1950/51 kam die Mannschaft auf Platz 2 der Oberliga West, einen Punkt hinter dem FC Schalke 04. In den anschließenden Gruppenspielen zur deutschen Meisterschaft schaltete Preußen Münster den 1. FC Nürnberg, den Hamburger SV und Tennis Borussia Berlin aus. Dabei wurde beim letzten Gruppenheimspiel gegen Nürnberg mit weit über 40.000 Zuschauern wohl der ewige Zuschauerrekord im Preußenstadion aufgestellt; es endete mit 6:4. Um den Gruppensieg im letzten Spiel zu erringen und damit ins Finale um die deutsche Meisterschaft einzuziehen, musste der SCP in Berlin gegen Tennis Borussia das schlechtere Torverhältnis gegenüber dem 1. FC Nürnberg wettmachen. Die Preußen gewannen gegen TeBe nach einem 0:2-Rückstand mit 8:2 und zogen ins Endspiel ein. Die Mannschaft wurde in Münster empfangen, als wäre sie bereits Deutscher Meister geworden. Mindestens 23.000 Menschen drängten sich auf dem Münsteraner Prinzipalmarkt, um die Mannschaft zu sehen. Im Endspiel vor 100.000 Zuschauern im Olympiastadion Berlin gegen den 1. FC Kaiserslautern brachte Gerritzen Preußen kurz nach Beginn der zweiten Halbzeit in Führung. Zwei Tore von Ottmar Walter, drei Jahre später Weltmeister mit Deutschland, stellten aber schließlich den 2:1-Sieg und damit die erste Meisterschaft der Pfälzer sicher.
In der Oberligasaison 1953/54 gelang Preußen noch einmal ein vierter Platz, ansonsten erreichte die Mannschaft nur Plätze im Mittelfeld. Umso überraschender kam für zahlreiche Beobachter 1963 Münsters Aufnahme in die neugegründete Fußball-Bundesliga.
Im Jahre 1962 unternahm die Mannschaft eine Südamerikareise. So reiste die Adler-Elf 1962 im Vorfeld der Fußball-WM zu Freundschaftsspielen gegen Chile, Argentinien und Uruguay nach Südamerika. Am 26. April 1962 spielten die Preußen im Estadio Nacional de Chile vor 32.000 Zuschauern gegen WM-Gastgeber Chile. Das Spiel endete mit einer 0:3-Niederlage für die Adler-Elf.
Im Mai und Juni 1963 nahm Preußen Münster als einer von 14 Vereinen aus ebenso vielen Ländern an der vierten von sechs Ausspielungen der International Soccer League in den USA teil. Mit drei Siegen und drei Niederlagen belegte Preußen den fünften Platz in der vom Gesamtgewinner West Ham United FC angeführten Gruppe von sieben Teilnehmern.

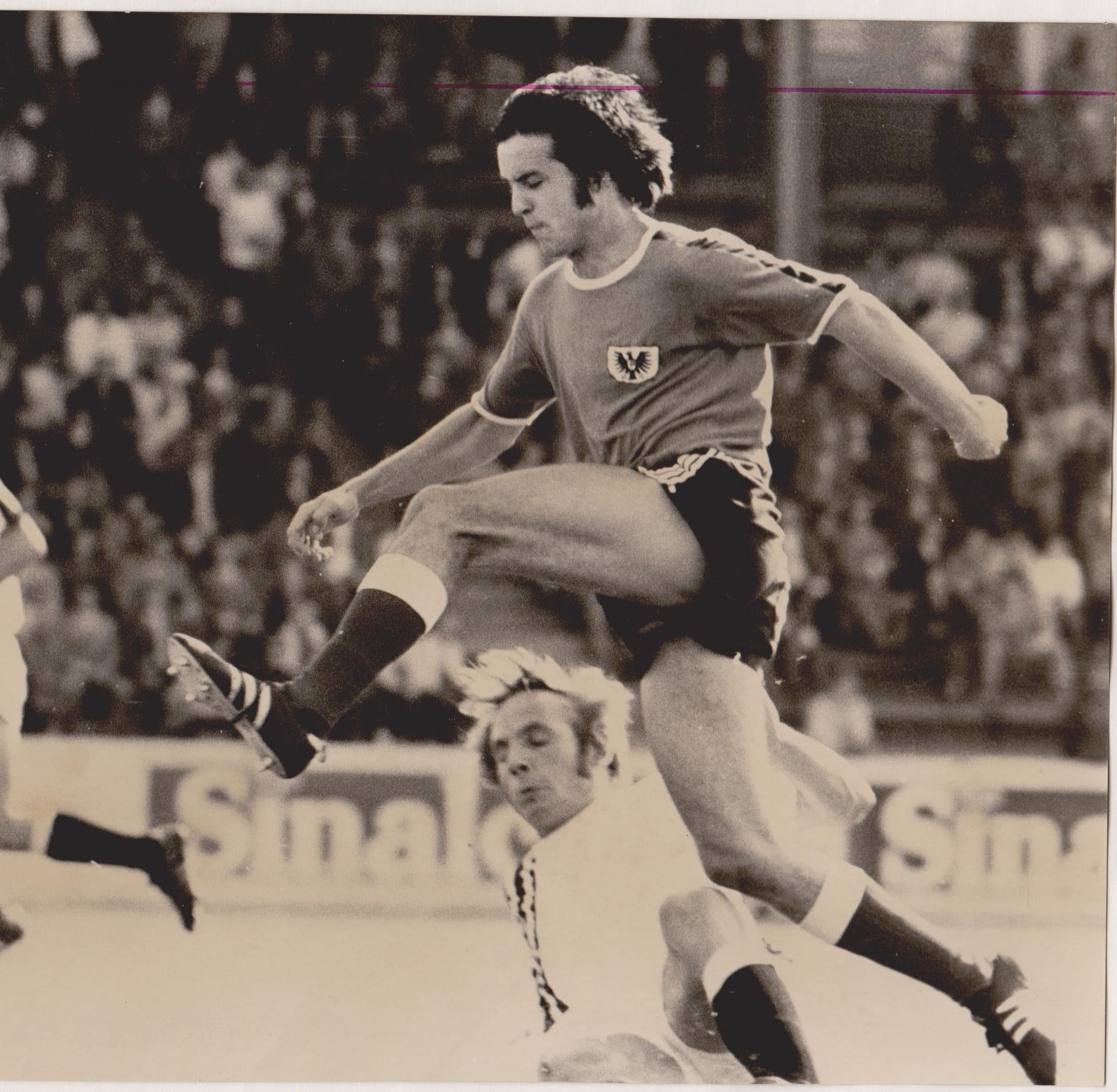
Dieter Stosberg spielte von 1966 bis 1973 für Preußen Münster

Am 24. August 1963 trennte sich Preußen in seinem ersten Bundesligaspiel vor 38.000 Zuschauern im ausverkauften Preußenstadion mit 1:1 vom Hamburger SV. Damit war das Stadion in Münster das erste ausverkaufte Stadion der Bundesligageschichte. Falk Dörr brachte dabei die Münsteraner nach 72 Minuten in Führung, die aber acht Minuten später den Ausgleich durch Charly Dörfel hinnehmen mussten. Bereits nach der Hinrunde belegte Preußen den 15. und vorletzten Platz und am Saisonende trennte die Münsteraner ein Punkt von Platz 14. Höchster Sieg war ein 3:0 beim VfB Stuttgart am 20. Spieltag, während ein 0:5 beim Rückrundenauftakt in Hamburg im Rahmen einer Serie von fünf Niederlagen in Serie die höchste Niederlage darstellte. Hermann Lulka war mit neun Toren vor Manfred Rummel mit sieben Treffern der beste Torschütze der von Richard Schneider, anfangs der 1950er Meistertrainer in Kaiserslautern, angeleiteten Preußen.
Nach dem Abstieg kam Preußen in der Regionalliga West nicht über Mittelmaß hinaus und manchmal kamen sogar Abstiegssorgen auf. Die Zuschauerzahlen stagnierten auf niedrigem Niveau. Die beste Platzierung war der fünfte Platz 1973/74 in der letzten Saison der alten Regionalliga. Die fünf Regionalligen wurden danach in die zweigleisige 2. Bundesliga überführt, für deren Nordstaffel sich Preußen qualifizierte.
Im Jahr 1966 feierte der SC Preußen Münster sein 60-jähriges Vereinsbestehen. Zu diesem Anlass wurde u. a. ein Freundschaftsspiel gegen den FC Bayern München veranstaltet, das Preußen Münster mit 2:1 für sich entscheiden konnte.

### Zweite Bundesliga, Abstieg und Wiederaufstieg
| Saison                                              | Liga               | Level | Platz | Tore  | Punkte | Zuschauer |
| --------------------------------------------------- | ------------------ | ----- | ----- | ----- | ------ | --------- |
| 1974/75                                             | 2. Bundesliga Nord | II    | 09.   | 74:63 | 42:34  | 07.700    |
| 1975/76                                             | 2. Bundesliga Nord | II    | 03.   | 65:42 | 49:27  | 10.700    |
| 1976/77                                             | 2. Bundesliga Nord | II    | 06.   | 73:52 | 43:33  | 09.400    |
| 1977/78                                             | 2. Bundesliga Nord | II    | 03.   | 65:47 | 49:27  | 14.300    |
| 1978/79                                             | 2. Bundesliga Nord | II    | 03.   | 59:25 | 51:25  | 07.900    |
| 1979/80                                             | 2. Bundesliga Nord | II    | 10.   | 53:59 | 36:40  | 03.800    |
| 1980/81                                             | 2. Bundesliga Nord | II    | 13.   | 48:72 | 36:48  | 03.900    |
| 1981/82                                             | Oberliga Westfalen | III   | 05.   | 66:50 | 47:33  | 01.250    |
| 1982/83                                             | Oberliga Westfalen | III   | 03.   | 65:52 | 38:30  | 02.500    |
| 1983/84                                             | Oberliga Westfalen | III   | 03.   | 70:49 | 44:24  | 02.900    |
| 1984/85                                             | Oberliga Westfalen | III   | 04.   | 82:46 | 46:22  | 02.750    |
| 1985/86                                             | Oberliga Westfalen | III   | 05.   | 55:39 | 35:29  | 02.700    |
| 1986/87                                             | Oberliga Westfalen | III   | 02.   | 65:35 | 39:21  | 02.700    |
| 1987/88                                             | Oberliga Westfalen | III   | 01.   | 96:25 | 54:06  | 03.200    |
| 1988/89                                             | Oberliga Westfalen | III   | 01.   | 68:27 | 46:14  | 03.100    |
| 1989/90                                             | 2. Bundesliga      | II    | 12.   | 45:65 | 36:40  | 10.100    |
| grün unterlegt: Aufstieg; orange unterlegt: Abstieg |                    |       |       |       |        |           |

Die besten Chancen, wieder in die Bundesliga zurückzukehren, bestanden 1976, 1978 und 1979, als Preußen jeweils Dritter der 2. Bundesliga Nord wurde und damit die Relegationsspiele um den Aufstieg um einen Platz verpasste. Besonders in Erinnerung geblieben ist dabei das 4:1 gegen den direkten Aufstiegsrivalen Borussia Dortmund bei strömendem Regen vor über 40.000 Zuschauern im überfüllten Preußenstadion am viertletzten Spieltag 1975/76. Ein Unentschieden und eine Niederlage in den letzten beiden Saisonspielen setzten den Hoffnungen jedoch ein Ende.
Im Jahre 1978 traten Präsident Günter Wellerdieck und andere Mitglieder des Vorstands nach einer Schwarzkartenaffäre und offengelegten Steuerrückständen des Vereins von ihren Ämtern zurück und hinterließen dem SCP einen Schuldenberg von ca. 3 Mio. D-Mark, der durch einen Vergleich und großen Einsatz der Münsteraner Bevölkerung auf 700.000 D-Mark gesenkt werden konnte. Allerdings bedeutete dies das Ende der Aufstiegsambitionen des SCP. Dabei bewarben sich Jürgen Möllemann und Reinhold Schmelter um die Nachfolge, der bei der Wahl erfolgreiche Schmelter gab jedoch trotz der erfolgreichen Rettung des Klubs vor der Insolvenz nach nur einjähriger Amtszeit aufgrund vereinsinterner Widerstände sein Amt wieder ab.
Zur Saison 1981/82 führte der DFB die eingleisige 2. Bundesliga ein. Mit dem 13. Platz der Vorsaison konnte sich Münster für diese nicht qualifizieren und wurde erstmals drittklassig.

Nach sechs vergeblichen Anläufen wurde der SC Preußen 1988 Meister der Oberliga Westfalen, scheiterte jedoch in der damals noch ausgespielten Aufstiegsrunde zur 2. Bundesliga an Hertha BSC und Eintracht Braunschweig. 

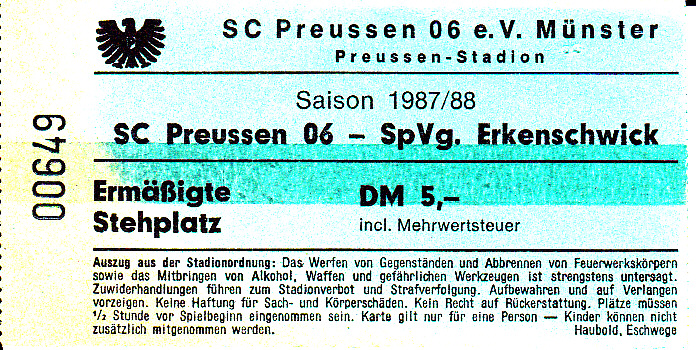
Eintrittskarte aus der Saison 1987/88 in der Oberliga Westfalen

Im Jahre 1989 gelang den Preußen unter Helmut Horsch die Titelverteidigung in der Oberliga durch ein torloses Remis am letzten Spieltag beim SC Verl und einer gleichzeitigen Niederlage des bisherigen Spitzenreiters Arminia Bielefeld beim VfB Rheine. Nach einem 0:0 im entscheidenden Spiel der Aufstiegsrunde im Preußenstadion gegen den MSV Duisburg stieg der SC Preußen wieder in die 2. Bundesliga auf. Zur neuen Saison verließ Horsch die Preußen und wechselte zum Fußballverband Westfalen. Ihm folgte Elmar Müller auf den Trainerstuhl.
Die folgende Zweitligasaison schloss Münster als Tabellenzwölfter ab. Preußen gelang es in diesem Jahr, den FC Schalke 04 sowohl zu Hause (2:1) als auch auswärts (1:0) zu schlagen. In der laufenden Saison erfolgte wegen des ausbleibenden Erfolgs ein Trainerwechsel von Elmar Müller zu Ernst Mareczek, zuvor Sportlicher Leiter bei den Adlerträgern.

### Abstieg in die Dritt- und Viertklassigkeit
| Saison                                              | Liga                      | Level | Platz | Tore  | Punkte | Zuschauer |
| --------------------------------------------------- | ------------------------- | ----- | ----- | ----- | ------ | --------- |
| 1990/91                                             | 2. Bundesliga             | II    | 18.   | 35:59 | 29:47  | 8.400     |
| 1991/92                                             | Oberliga Westfalen        | III   | 01.   | 62:26 | 46:26  | 4.000     |
| 1992/93                                             | Oberliga Westfalen        | III   | 01.   | 75:23 | 54:14  | 2.900     |
| 1993/94                                             | Oberliga Westfalen        | III   | 02.   | 68:38 | 41:19  | 2.300     |
| 1994/95                                             | Regionalliga West/Südwest | III   | 10.   | 47:44 | 35:33  | 2.100     |
| 1995/96                                             | Regionalliga West/Südwest | III   | 09.   | 59:49 | 51     | 2.200     |
| 1996/97                                             | Regionalliga West/Südwest | III   | 05.   | 52:32 | 57     | 3.140     |
| 1997/98                                             | Regionalliga West/Südwest | III   | 08.   | 57:48 | 49     | 1.860     |
| 1998/99                                             | Regionalliga West/Südwest | III   | 04.   | 60:36 | 53     | 3.570     |
| 1999/00                                             | Regionalliga West/Südwest | III   | 08.   | 50:54 | 50     | 3.200     |
| 2000/01                                             | Regionalliga Nord         | III   | 05.   | 66:50 | 61     | 4.877     |
| 2001/02                                             | Regionalliga Nord         | III   | 15.   | 49:68 | 37     | 4.140     |
| 2002/03                                             | Regionalliga Nord         | III   | 12.   | 45:55 | 43     | 3.320     |
| 2003/04                                             | Regionalliga Nord         | III   | 13.   | 40:45 | 42     | 3.715     |
| 2004/05                                             | Regionalliga Nord         | III   | 11.   | 52:58 | 46     | 3.600     |
| 2005/06                                             | Regionalliga Nord         | III   | 15.   | 37:49 | 42     | 004.064   |
| 2006/07                                             | Oberliga Westfalen        | IV    | 06.   | 51:32 | 58     | .002.589  |
| 2007/08                                             | Oberliga Westfalen        | IV    | 01.   | 66:23 | 71     | .004.580  |
| 2008/09                                             | Regionalliga West         | IV    | 04.   | 51:36 | 53     | .003.649  |
| 2009/10                                             | Regionalliga West         | IV    | 06.   | 47:37 | 51     | .003.309  |
| grün unterlegt: Aufstieg; orange unterlegt: Abstieg |                           |       |       |       |        |           |

Gleich im Jahr darauf folgte mit dem Abstieg die große Ernüchterung. Wurde mit Gerd Roggensack noch hoffnungsvoll ein renommierter Trainer und mit Harald Kügler ein versierter Zweitligaspieler verpflichtet, gelang es den Preußen nicht, erfolgreich Fußball zu spielen. Im Frühjahr 1991 wurde daher Siegfried Melzig als vermeintlicher Retter engagiert. Ihm gelang es jedoch ebenso wenig, mit den Preußen die Klasse zu halten; Preußen stieg als Tabellenachtzehnter erneut in die Oberliga Westfalen ab.

In den beiden folgenden Saisons wurde der SC Preußen jeweils Meister, scheiterte in den Aufstiegsrunden jedoch am Wuppertaler SV und an Rot-Weiss Essen. 1994 genügte Platz 2 zur Qualifikation für die neu gegründete Regionalliga West/Südwest. Im selben Jahr gewann Münster die deutsche Amateurmeisterschaft nach einem 1:0 im Finale gegen Kickers Offenbach. In den folgenden sechs Spielzeiten in der Regionalliga stellte der SC Preußen meist nur Mittelmaß dar. Dennoch wurde der Verein mit 306 Punkten aus 206 Spielen „ewiger Tabellenführer“ dieser im Jahr 2000 wieder aufgelösten Liga. 

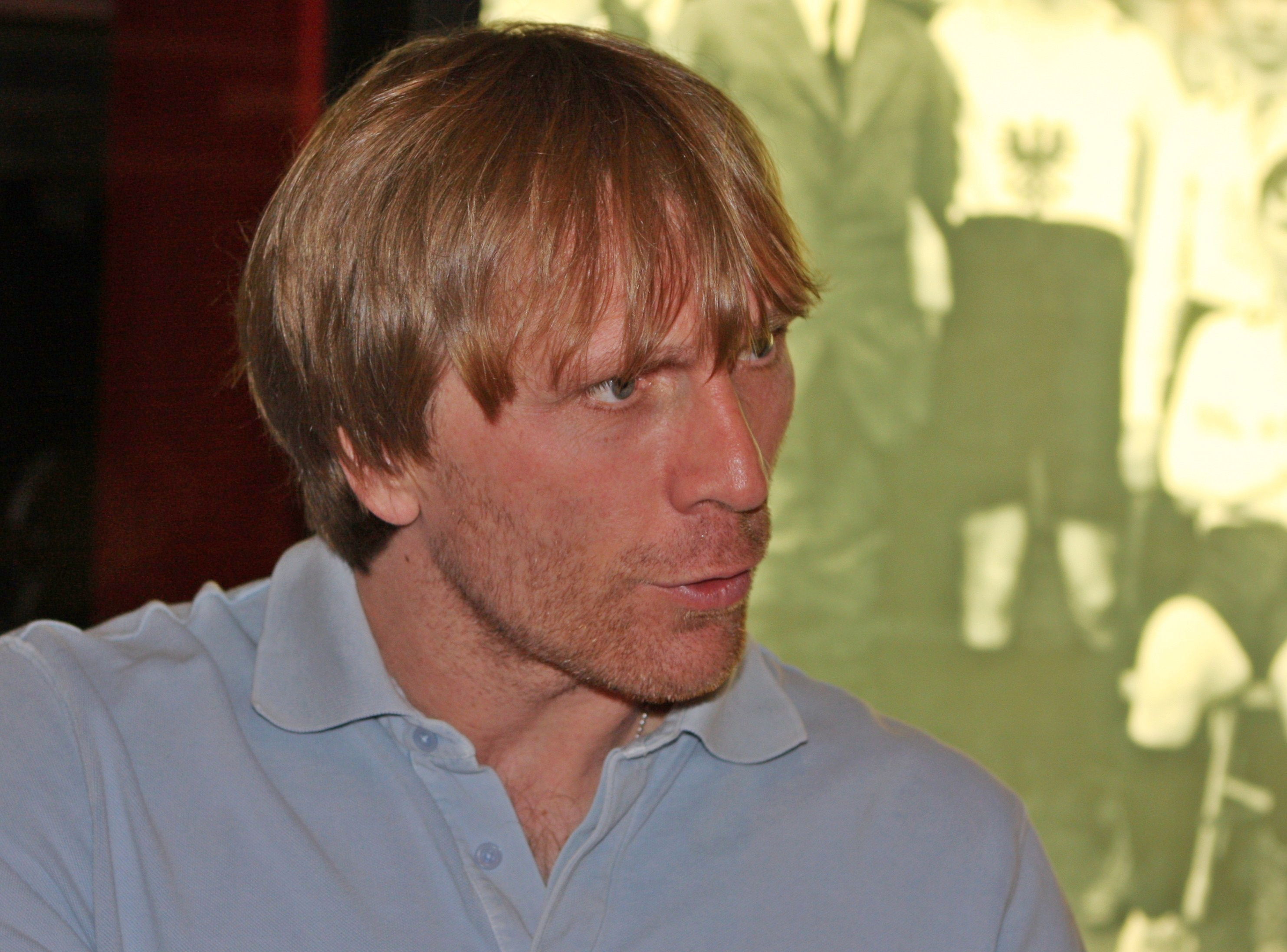
Ansgar Brinkmann spielte in seiner Karriere in insgesamt fünf Saisons für Preußen Münster

Zur Saison 2000/01 führte der DFB eine neue zweigleisige Regionalliga ein. Der SC Preußen konnte sich am letzten Spieltag der Vorsaison durch ein 4:1 über den SC Verl vor über 10.000 Zuschauern dafür qualifizieren und wurde der Regionalliga Nord zugeteilt.
Gleich in der ersten Saison stand der Verein dicht vor der Rückkehr in die 2. Liga. Doch am vorletzten Spieltag gelang es nicht, eine 1:0-Führung beim direkten Aufstiegskonkurrenten Fortuna Köln über die Zeit zu bringen und so war die Mannschaft auf Schützenhilfe anderer Vereine angewiesen, die ausblieb.
In den folgenden Saisons war Preußen Münster regelmäßig in den Abstiegskampf verstrickt. 2002 wurde dabei die Klasse nur gehalten, weil aus der 2. Bundesliga nur eine Mannschaft in die Regionalliga Nord absteigen musste und sich dort die Zahl der Absteiger von vier auf drei reduzierte. 2004 gelang der Klassenerhalt am letzten Spieltag in einem Abstiegsendspiel gegen Wattenscheid 09, das nach dem 1:0-Sieg der Preußen in die Oberliga musste. Eigens für dieses Spiel wurde das Motto „Männer, ihr müsst brennen“ ausgegeben und der entscheidende Treffer zur Rettung vor 10.200 Zuschauern gelang Martin Hauswald in der 45. Minute.
Anfang 2005 wurden der seit Oktober 1991 amtierende Vorstandsvorsitzende Thomas Herda und sein Schatzmeister Hermann Brück durch ein vierköpfiges Team um den neuen Präsidenten Marco de Angelis ersetzt. Es sollten neue Impulse gesetzt werden, um den weiteren Niedergang des SCP zu verhindern. Zur Saison 2005/06 übernahm Colin Bell den Trainerposten von Hans-Werner Moors. Moors, der bereits das dritte Mal als Trainer der Preußen fungierte und auch in seiner aktiven Zeit für den SCP gespielt hatte, passte nicht in das Konzept der neuen Vereinsführung. Im November 2005 wurde Bell nach Erfolglosigkeit entlassen und in der Winterpause kehrte sein Vorgänger zurück, um ein viertes Mal auf der Trainerbank des SC Preußen Platz zu nehmen. Doch auch Moors konnte nicht verhindern, dass der SCP am Ende der Saison 2005/06, genau zum 100. Geburtstag des Vereins, nach einer 1:2-Niederlage gegen den Wuppertaler SV am vorletzten Spieltag abgestiegen war. Auch der folgende 3:1-Erfolg gegen Bayer Leverkusen (A) konnte das Blatt nicht mehr wenden. Damit wurden die Preußen zum ersten Mal nach 100 Jahren Vereinsgeschichte viertklassig. In der Oberligaspielzeit 2006/07 wurde der angestrebte sofortige Wiederaufstieg in die Regionalliga unter Trainer Georg Kress mit einem 6. Platz dann deutlich verfehlt.
Die Saison 2007/08 wurde unter dem neuen Trainer Roger Schmidt und mit einem fast gänzlich veränderten Kader in Angriff genommen. Da ein Aufstieg in eine höhere Spielklasse aufgrund der Einführung der 3. Liga in dieser Spielzeit nicht möglich war, war das Ziel, sich für die neue viertklassige Regionalliga zu qualifizieren. Dieses wurde bereits frühzeitig erreicht. Außerdem sicherte sich Preußen Münster am vorletzten Spieltag mit einem 2:0-Sieg in Hamm die Meisterschaft. Darüber hinaus wurden auch noch der Verbandspokal und der Kreispokal gewonnen, womit sich die Preußen erstmals seit 1997 für die 1. Hauptrunde des DFB-Pokals qualifizierten und dort dem VfL Bochum im seit langer Zeit wieder ausverkauften Preußenstadion erst im Elfmeterschießen mit 5:6 unterlagen. In der Saison 2008/09 spielten die Preußen in der viertklassigen Regionalliga West eine gute Rolle, ohne allerdings in den Aufstiegskampf eingreifen zu können. In der Abschlusstabelle belegte Münster schließlich Platz 4. Zudem gewann man erneut den Westfalenpokal, so dass der Verein auch in der Saison 2009/10 in der 1. Hauptrunde des DFB-Pokals vertreten war. Dort traf man vor 18.200 Zuschauern auf den Bundesligisten Hertha BSC und verlor erst durch zwei Gegentore in den letzten zwei Minuten der nach einem 1:1 nach regulärer Spielzeit notwendig gewordenen Verlängerung mit 1:3. Extra für dieses Spiel wurde von der Stadt eine Sondergenehmigung erteilt, um die Zuschauerkapazität von 15.050 Plätzen auf über 18.000 zu erhöhen.
In der Saison 2009/10 konnte sich Münster zum dritten Mal in Folge für den DFB-Pokal qualifizieren. Dort traf man in der ersten Hauptrunde auf den Bundesligisten VfL Wolfsburg, schied jedoch wie in den Jahren zuvor aus. Das Spiel endete mit 1:2 (0:0) für Wolfsburg.
Die Mannschaft wurde vom Sportbund der Stadt Münster beim Ball des Sports als Mannschaft des Jahres 2011, 2012 und auch 2014 ausgezeichnet.

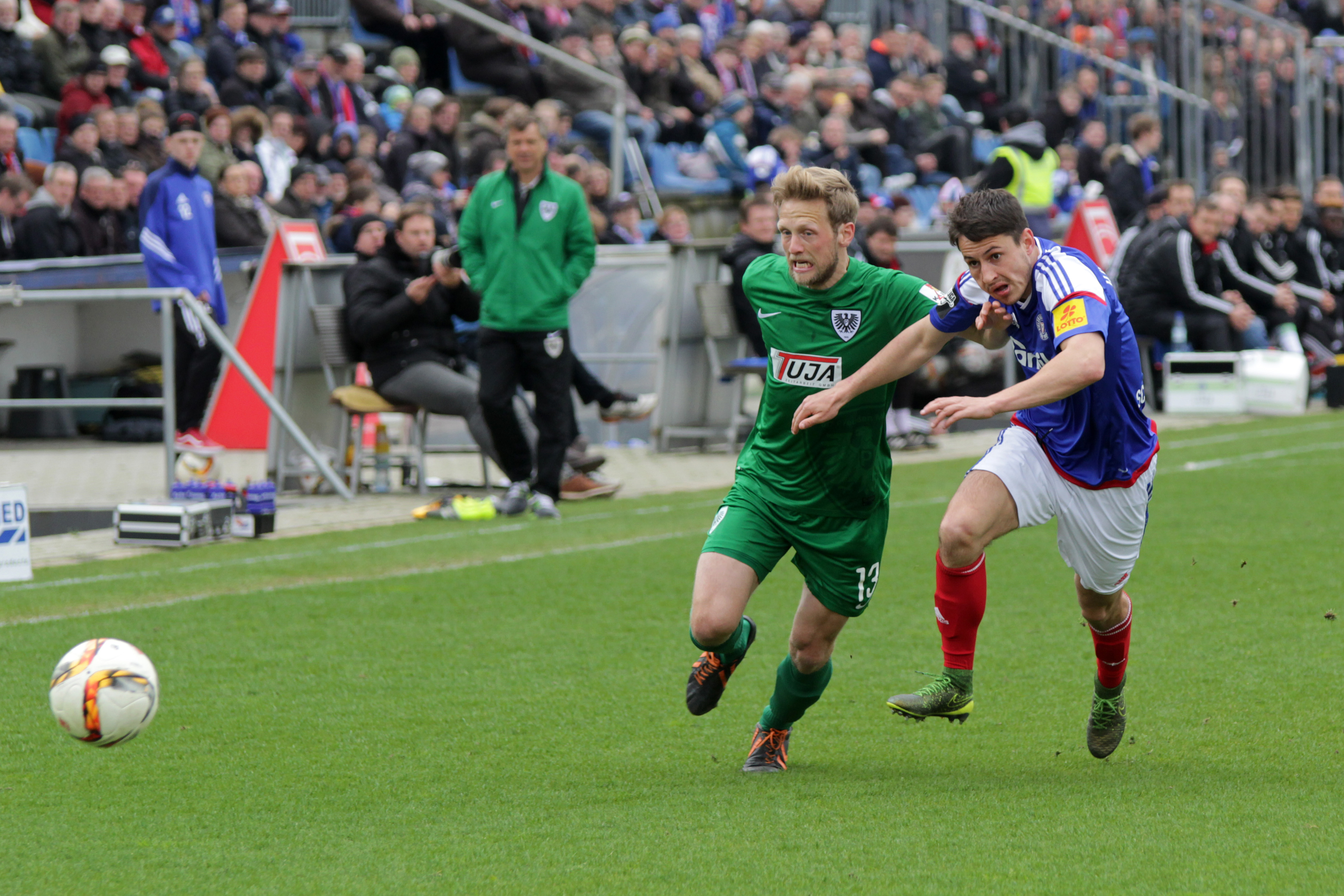
Björn Kopplin im Kampf um den Ball. Spielszene aus der Saison 2015/2016 im Spiel Preußen Münster gegen Holstein Kiel

### Aufstieg und Dekade in der 3. Liga (2011 bis 2020)
| Saison                                              | Liga              | Level | Platz | Tore  | Punkte | Zuschauer |
| --------------------------------------------------- | ----------------- | ----- | ----- | ----- | ------ | --------- |
| 2010/11                                             | Regionalliga West | IV    | 01.   | 56:24 | 72     | 5.640     |
| 2011/12                                             | 3. Liga           | III   | 12.   | 40:44 | 50     | 7.031     |
| 2012/13                                             | 3. Liga           | III   | 04.   | 63:33 | 72     | 8.992     |
| 2013/14                                             | 3. Liga           | III   | 06.   | 55:50 | 53     | 7.961     |
| 2014/15                                             | 3. Liga           | III   | 08.   | 53:49 | 54     | 9.199     |
| 2015/16                                             | 3. Liga           | III   | 09.   | 43:41 | 49     | 7.220     |
| 2016/17                                             | 3. Liga           | III   | 09.   | 49:43 | 51     | 7.075     |
| 2017/18                                             | 3. Liga           | III   | 10.   | 50:49 | 52     | 6.655     |
| 2018/19                                             | 3. Liga           | III   | 08.   | 48:50 | 52     | 7.679     |
| 2019/20                                             | 3. Liga           | III   | 018.  | 49:62 | 40     | 4.827     |
| grün unterlegt: Aufstieg; orange unterlegt: Abstieg |                   |       |       |       |        |           |

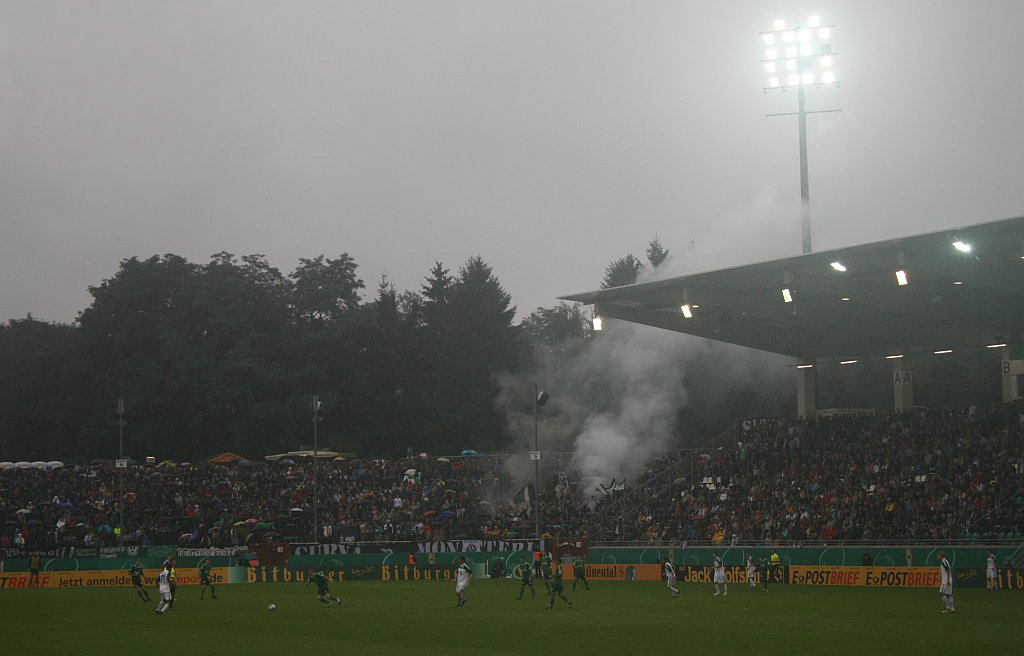
Preußen Münster gegen VfL Wolfsburg in der 1. Runde des DFB-Pokals 2010/11 (Endergebnis 1:2) mit Rauch und bengalischem Feuer im Bereich der ehemaligen Münsteraner Ultra-Gruppierung „Curva Monasteria“

In der Saison 2010/11 stieg Preußen Münster unter Trainer Marc Fascher bereits am 31. Spieltag vorzeitig in die 3. Liga auf. Nach sieben Siegen in Folge sicherten sich die Preußen beim Spiel gegen die Zweitvertretung von Borussia Mönchengladbach nicht nur vorzeitig den Aufstieg, sie stellten gleichzeitig mit 18.500 Zuschauern (ausverkauft) einen neuen Rekord in der seit 2008 bestehenden Regionalliga West auf.
In der Saison 2012/13 belegte der Verein mit einem Punkt Rückstand zu dem auf Platz 3 stehenden VfL Osnabrück den vierten Tabellenplatz. Des Weiteren konnte der Bundesligist SV Werder Bremen in der ersten Runde des DFB-Pokals nach Verlängerung mit 4:2 bezwungen werden. In der ersten Runde des DFB-Pokals 2013/14 wurde der Zweitligist FC St. Pauli mit 1:0 besiegt und der Verein erreichte am Ende der Saison Platz 6.
In den Jahren 2012 bis 2014 wurde gehäuft über Ausschreitungen der Anhänger des Vereins berichtet. Insbesondere wurden mit 27 Vorfällen mit pyrotechnischen Gegenständen in diesem Zeitraum mehr Zwischenfälle gezählt als bei allen anderen bundesdeutschen Profivereinen. Der Verein musste allein für diese 27 Straftaten mehr als 60.000 Euro an den DFB zahlen, der ebenso wie die Polizei und Ordnungsbehörden den Verein unter strenge Beobachtung stellte und mit Auflagen belegte. Preußen Münster reagierte darauf mit einer Verschärfung der Maßnahmen zur Wahrung der Stadionsicherheit, die bei Teilen der Fans auf Unmut stieß. Teile des Maßnahmenkataloges wurden nach Fanprotesten nach bereits kurzer Zeit wieder zurückgenommen.
Am 10. Spieltag 2015/16 wurde ein Zuschauerausschluss gegen die Münsteraner Fans für das Derby beim VfL Osnabrück ausgesprochen. Die Sicherheitsbehörden griffen zusammen mit beiden Vereinen und dem DFB zu dieser Maßnahme, da in der Vergangenheit auf beiden Seiten Pyrotechnik eingesetzt wurde. Die Alternative zum Ausschluss der Preußen-Fans wären Auflagen wie personalisierte Tickets, keine freie Wahl des Anreisewegs und eine strenge Reduzierung des Kartenkontingents gewesen. Dies war für den SC Preußen keine ernsthafte Option. Nach Bekanntgabe des Ausschlusses entschied sich die Osnabrücker Fanszene zu einem Stimmungsboykott. Das Münsteraner Fanprojekt meldete eine Demonstration am Spieltag an, um gegen den Gästeausschluss zu demonstrieren. Die gewünschte Route sollte durch die Osnabrücker Innenstadt gehen. Das Oberverwaltungsgericht in Lüneburg untersagte dies aber kurzfristig und ließ nur eine Kundgebung auf dem Bahnhofsvorplatz zu. Diese verlief mit 450 Teilnehmern friedlich.

### Neuaufbau in der Regionalliga (ab 2020)
| Saison | Liga              | Level | Platz | Tore  | Punkte | Zuschauer |
| --- | ----------------- | ----- | ----- | ----- | ------ | --------- |
| 2020/21 | Regionalliga West | IV    | 03.   | 70:39 | 78     | 0.239 ∗   |
| 2021/22 | Regionalliga West | IV    | 02.   | 73:24 | 87     | 0.5.832   |
| 2022/23 | Regionalliga West | IV    | 01.   | 89:39 | 79     | 0.8.752   |
| 2023/24 | 3. Liga           | III   | 02.   | 68:49 | 67     | 0.10.773  |
| 2024/25 | 2. Liga           | II    | 15.   | 40:43 | 36     | 0.12.254  |
| grün unterlegt: Aufstieg; orange unterlegt: Abstieg ∗ Infolge der COVID-19-Pandemie fanden 15 der 20 Heimspiele ohne Zuschauer statt. Bei den restlichen fünf war die erlaubte Zuschauerzahl deutlich reduziert. |                   |       |       |       |        |           |

Am Ende der Drittligasaison 2019/20 stieg der SC Preußen Münster unter Trainer Sascha Hildmann nach zehn Jahren erneut in die viertklassige Regionalliga West ab. Damit endete nach einer Dekade die erneute Periode des Profifußballs beim SCP.

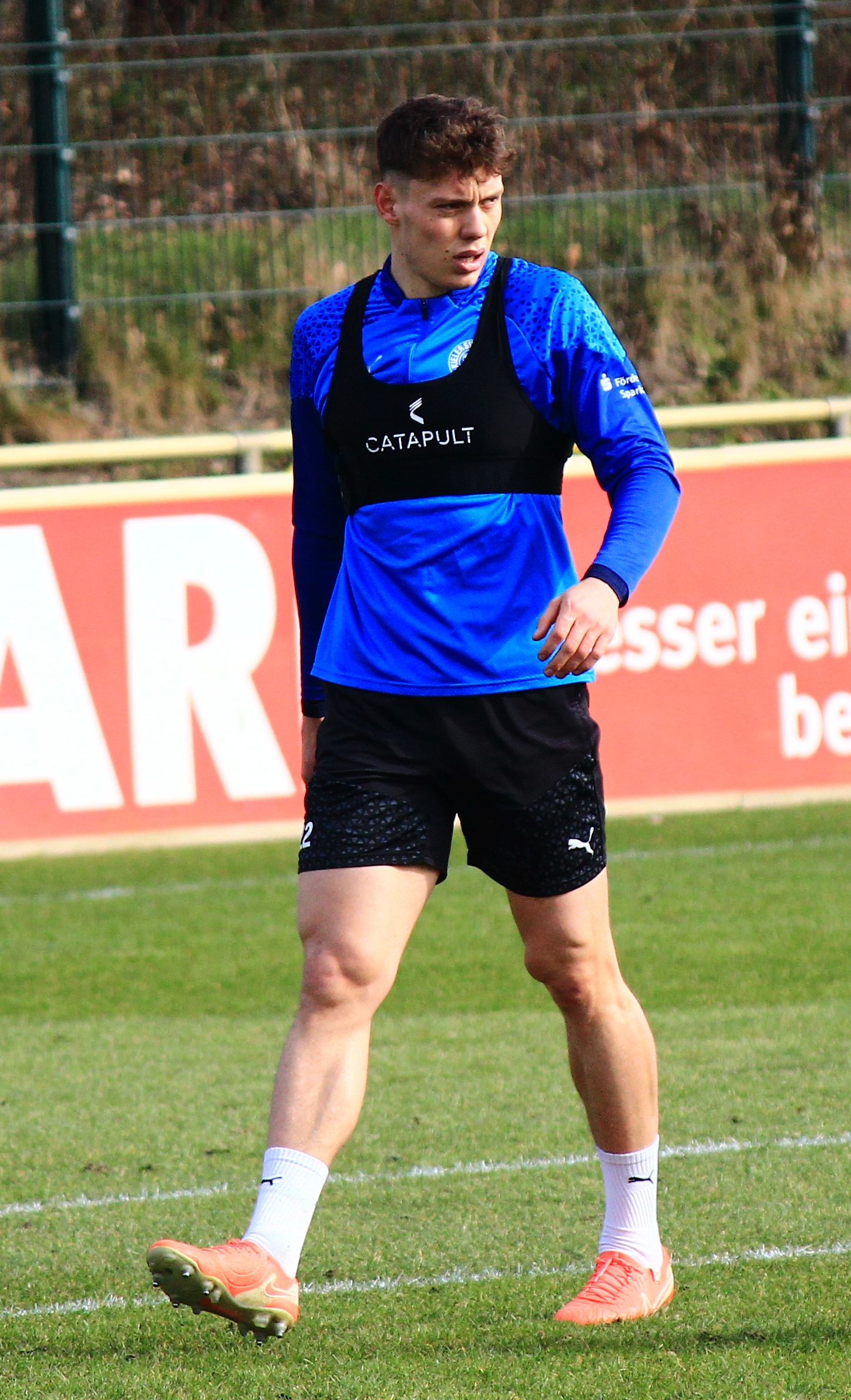
Nicolai Remberg kam aus der eigenen Jugend und spielte insgesamt in 106 Partien für die Adlerträger. Remberg spielte eine starke Saison 2022/2023 und hatte damit maßgeblichen Anteil am Aufstieg in die 3. Liga.

In der Saison 2021/22 traf Preußen Münster in der ersten Runde des DFB-Pokals auf den VfL Wolfsburg. Nach 120. Minuten siegte der VfL Wolfsburg in Münster 3:1, da aber der VfL anstatt fünf erlaubten Einwechslungen sechs Mal wechselte, wurde das Spiel im Nachhinein 2:0 für Münster gewertet. In der zweiten Runde schied Münster allerdings nach einem 1:3 gegen Hertha BSC aus. In der Regionalligasaison 2021/22 stand Preußen nach 34 Spielen mit 74 Punkten auf Platz eins. Im Spiel gegen Rot-Weiss Essen am 26. Spieltag kam es zu einem Eklat: Nachdem Münster den Ausgleich in der 72. Minute zum 1:1 erzielt hatte, flog aus einem Essener Block ein Knallkörper auf den Rasen und landete neben den Münsteraner Ersatzspielern. Marvin Thiel fasste sich sofort ans Ohr. Es wurde ein Knalltrauma festgestellt. Jannik Borgmann war ebenfalls nicht mehr spielfähig. Das Spiel wurde abgebrochen und im Nachhinein 2:0 für Münster gewertet. Am Ende der Saison setzte sich Rot-Weiss Essen mit einem um drei Tore besseren Torverhältnis und mehr geschossenen Toren gegenüber dem SCP durch und stieg in die 3. Liga auf.
In die folgende Regionalligasaison ging der SC Preußen abermals als ein Favorit auf den Aufstieg. Die Mannschaft der letzten Saison blieb größtenteils beisammen und wurde noch ergänzt. Die Preußen spielten bereits zu Anfang der Spielzeit oben mit und konnten nach und nach einen Vorsprung auf die Konkurrenz aus Wuppertal, Aachen und Mönchengladbach herausarbeiten. Am 30. Spieltag sollte der SCP gegen den 1. FC Düren zum Auswärtsspiel antreten. Da die Westkampfbahn des FCD die Verbandsvorgaben für ein solches Spiel nicht erfüllte, wurde das Spiel vom Westfälischen Fußballverband in das Ausweichstadion des FCD, das Waldstadion in Wegberg, verlegt. Düren wollte aber das Spiel unbedingt im eigenen Stadion austragen und begann mit dem Umbau des Gästeblocks, um die Vorgaben des Verbandes nachträglich zu erfüllen. Es wurden keinerlei Kontakte nach Wegberg geknüpft, um die Austragung in Wegberg zu ermöglichen. Der Gästeblock wurde nicht rechtzeitig fertig, um von den Sicherheitsbehörden und dem Verband abgenommen zu werden. Daher wurde das Spiel abgesetzt und aufgrund einer fehlenden Spielstätte mit 2:0 für Preußen Münster gewertet. Düren verzichtete kurz vor dem entscheidenden Heimspiel des SC Preußen gegen die zweite Mannschaft von Fortuna Düsseldorf auf die letzte Klageinstanz, um dem SC Preußen einen Aufstieg im eigenen Stadion zu ermöglichen. Letztendlich waren die Punkte aus dem Dürenspiel dafür gar nicht notwendig, da der letzte Aufstiegskonkurrent aus Mönchengladbach nicht über ein Unentschieden hinauskam, während Münster einen 2:0-Sieg herausspielte und damit nach drei Jahren wieder in die 3. Liga aufsteigen konnte.

### Wechsel in der Führungsebene des Vereins
Am 13. Oktober 2016 wurde auf einer Pressekonferenz die neue Vereinsführung bekanntgegeben. Nachfolger des zurückgetretenen Präsidenten Georg Krimphove wurde der ehemalige Bundestagsabgeordnete der SPD, Christoph Strässer. Der langjährige Aufsichtsratsvorsitzende Thomas Bäumer, der seinen Posten ebenfalls zur Verfügung gestellt hatte, wurde durch den Geschäftsführer der Coler GmbH, Fabian Roberg, ersetzt. Mitglieder des Aufsichtsrats wurden unter anderem die ehemaligen Spieler des SC Preußen Jochen Terhaar und Christoph Metzelder. Auch die Vorstandsposten im Bereich Sport und Finanzen wurden neu besetzt. Dabei konnte mit Walther Seinsch für den Bereich Sport ein Mitstreiter gewonnen werden, welcher bereits durch sein Engagement beim FC Augsburg im deutschen Fußball aufgefallen war. Martin Jostmeier wurde als Vorstand Finanzen eingesetzt. Des Weiteren wurde der Posten des Vorstands Nachwuchs neu geschaffen und von Bernhard Niewöhner übernommen.
Am 28. Oktober gab der langjährige Vorstand Sport, Carsten Gockel, seinen sofortigen Abschied bekannt. Nach der Umstrukturierung in der Führungsebene des SCP wurden seine Aufgaben im sportlichen Bereich bereits von Walther Seinsch übernommen. Gockels Arbeitsbereich beschränkte sich daher auf die Leitung der Geschäftsstelle. Nach zehn Jahren sportlicher Verantwortung wechselte Gockel in die Privatwirtschaft.
Bereits am 20. November gab Fabian Roberg bekannt, dass er als Aufsichtsratsvorsitzender wieder ausscheidet. Als Gründe gab er fehlendes Grundvertrauen in den Gremien des Clubs an. Anschließend trat der bisherige Aufsichtsrat geschlossen nicht mehr an. Bei der Jahreshauptversammlung am 5. Dezember 2016 wurde ein neuer sechsköpfiger Aufsichtsrat gewählt. In diesen wurde auch Walther Seinsch berufen, der seinen bisherigen Posten als Vorstand Sport damit aufgab. Erstmals wurde mit Friedrich Lukas ein Fanvertreter Mitglied des Aufsichtsrats.
Im Februar 2017 wurde Ex-Profi Malte Metzelder als neuer sportlicher Leiter und Geschäftsstellenleiter bekannt gegeben. Ab dem 1. April 2017 übernahm er damit die Aufgaben, die vor seinem Abgang von Carsten Gockel ausgefüllt wurden.
Nach dem Abstieg des SC Preußen aus der dritten Liga am Ende der Saison 2019/20 schied Metzelder als sportlicher Leiter aus und wurde durch den Ex-Profi Peter Niemeyer ersetzt, der einen Dreijahresvertrag unterschrieb. Im Frühling 2022 wurde bekannt, dass sich der kaufmännische Geschäftsführer Bernhard Niewöhner, der mit Niemeyer seit 2020 als Duo die Geschäftsführung gebildet hatte und auch davor in diversen Funktionen im Verein tätig gewesen war, in den Ruhestand verabschieden will. Am 22. März meldete der SC Preußen, dass Niewöhner von einem weiteren Duo ersetzt werden wird. Albrecht Dörries übernimmt damit ab Sommer den Bereich Finanzen, während der Ex-Spieler Ole Kittner für den neu geschaffenen Bereich Marketing, Strategie und Kommunikation zuständig sein wird. Dörries und Kittner bilden somit zusammen mit Niemeyer ab Juli 2022 die Geschäftsführung des Vereins. Im Dezember 2022 wurde öffentlich, dass Christoph Strässer nach über sechs Jahren an der Spitze des Vereines keine neue Amtszeit als Präsident anstreben wird. Auf der Jahreshauptversammlung 2023 wurde vom Aufsichtsrat der Finanzberater Bernward Maasjost als neuer Präsident ins Amt gehoben.
Im Dezember 2023 gab Siegmund Höing bekannt, nach 17 Jahren als Präsidiumsmitglied aus diesem Amt auszuscheiden. Seinen Platz übernahm Dr. Ursula Paschke, womit erstmals in der Geschichte des Vereins eine Frau Vorstandsmitglied wurde. Dr. Paschke übernahm die Bereiche Netzwerken und Sponsorenbetreuung von ihrem Vorgänger.

### Änderung der Rechtsform
Die im Oktober 2016 angetretene Vereinsführung um Strässer und Seinsch trat mit dem festen Ziel der Professionalisierung des SC Preußen Münster und seiner Strukturen ihre Ämter an. Neben einer erheblichen Verbesserung der infrastrukturellen Möglichkeiten und eines Stadionneubaus gehörte für die Führungsmannschaft dazu zwingend eine Ausgliederung des professionellen sportlichen Bereichs in eine Kapitalgesellschaft. Mit Hilfe einer Wirtschaftsprüfungsgesellschaft wurde über einen Zeitraum von Monaten an einem zukünftigen Konstrukt gearbeitet. Die favorisierte Gesellschaftsform der Verantwortlichen war schließlich die Gesellschaft mit beschränkter Haftung und Compagnie Kommanditgesellschaft auf Aktien (GmbH & Co. KGaA). Am 14. Januar 2018 wurde schließlich die mehrfach verschobene außerordentliche Mitgliederversammlung einberufen, um über die Änderung der Rechtsform vom eingetragenen Verein (e. V.) zu einer GmbH & Co. KGaA abzustimmen. Von über 850 anwesenden stimmberechtigten Mitgliedern stimmten 84,21 Prozent für eine Ausgliederung. Damit wurde die erforderliche Mehrheit von 75 Prozent deutlich übertroffen. Am 28. Februar 2018 wurde die Ausgliederung in die Sportclub Preußen Münster 06 GmbH & Co. KGaA vollzogen. Zum Geschäftsführer der zur Geschäftsführung berechtigten und voll haftenden Komplementärin, die Sportclub Preußen Münster 06 Geschäftsführungs-GmbH, wurde Malte Metzelder bestellt, der in der e.-V.-Struktur Sportdirektor und Geschäftsstellenleiter gewesen war. Mitte Mai wurde das bisherige Präsidiumsmitglied Bernhard Niewöhner als kommissarischer Geschäftsführer des kaufmännischen Bereichs der Gesellschaft bestimmt, wodurch Metzelder sich mehr auf seinen Aufgabenbereich als Geschäftsführer für den sportlichen Bereich konzentrieren konnte. Niewöhner schied durch das neue Amt automatisch aus dem Präsidium aus. Er wurde durch Burkhard Brüx ersetzt, welcher den Aufgabenbereich „Fans“ von Siggi Höing übernahm.

### Rückkehr in die 3. Liga
In der Saison 2022/23 gewann der Verein den Titel in der Regionalliga West und stieg nach drei Jahren in der Viertklassigkeit wieder in die dritthöchste Spielklasse auf. Der Aufstieg stand rechnerisch nach dem 31. Spieltag fest.

### Rückkehr in die 2. Bundesliga und anschließender Klassenerhalt

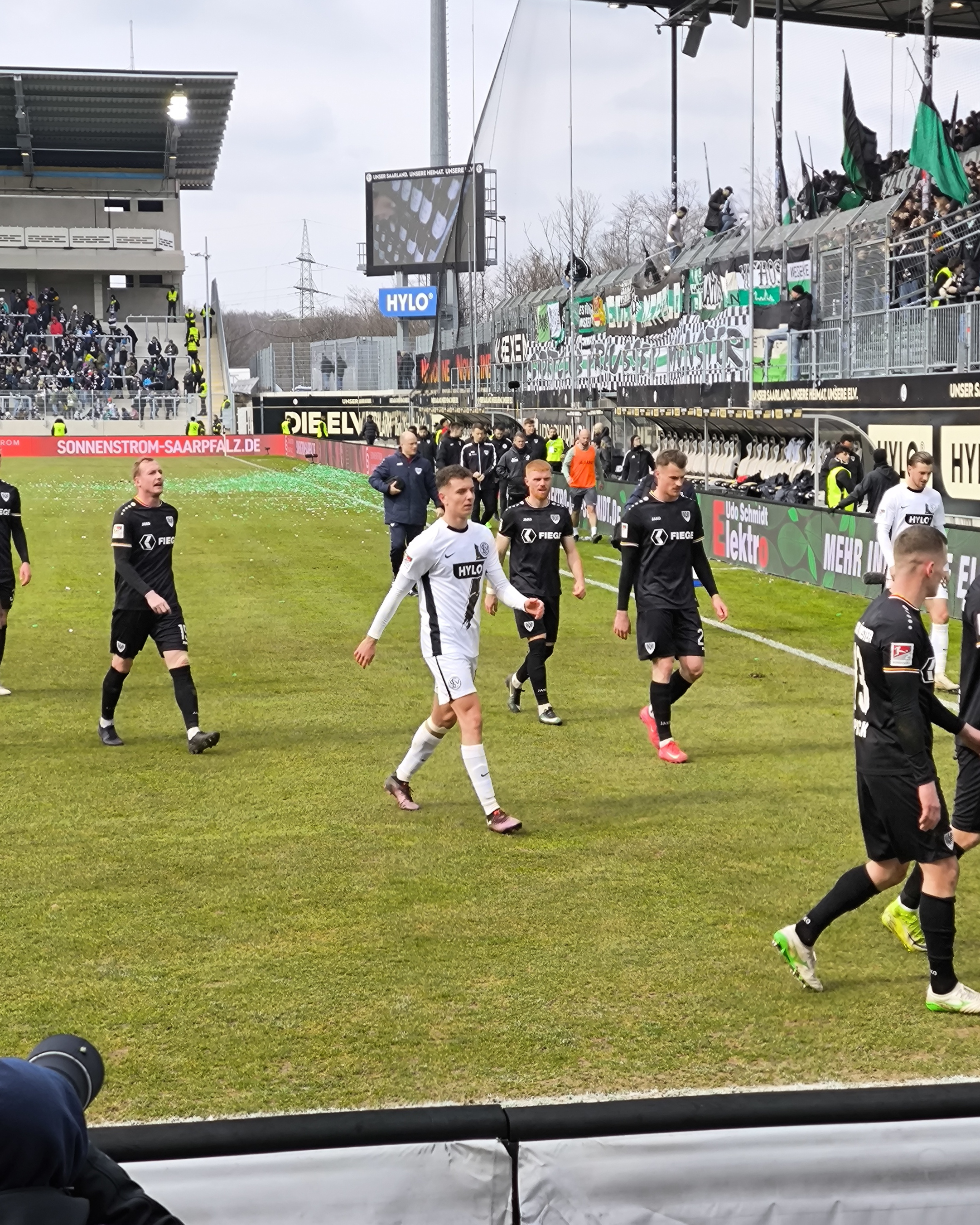
Simon Scherder, Mikkel Kirkeskov, Niko Koulis und Florian Pick beim Gang in die Kabine. Auswärtsspiel in Elversberg im März 2025.

In der Drittliga-Saison 2023/24 gelang dem Verein, zusammen mit dem SSV Ulm, der ebenfalls erst im Vorjahr in die 3. Liga aufgestiegen war, der direkte Durchmarsch in die Zweite Bundesliga. Einen doppelten Durchmarsch von zwei Vorjahresaufsteigern hatte es bis dato im deutschen Profifußball noch nicht gegeben. Nach der Hinrunde befand sich der SC Preußen noch auf Platz 12 der Tabelle, holte in der Rückrunde aber 15 Punkte auf Dynamo Dresden und 17 Punkte auf Jahn Regensburg auf und überholte beide Teams schließlich im Saisonendspurt. In der Rückrundentabelle konnten sich die Adlerträger aus Münster starke 42 Punkte erspielen und landeten hinter dem SSV Ulm mit weitem Abstand auf den Rest der Liga auf Rang 2. Am Ende der Saison entsprach dies auch den Endplatzierungen beider Teams, Ulm wurde Erster und der SC Preußen Zweiter. Kurz vor Ende der Spielzeit gab Sportchef Peter Niemeyer bekannt, zur nächsten Saison zum SV Werder Bremen zu wechseln. Als Nachfolger bestimmte der Verein den bisherigen Geschäftsführer Strategie und Entwicklung, Ole Kittner.
Nach zwei Aufstiegen in Folge wurde in der Saison 2024/2025 im Bundesligaunterhaus seit dem 1. Spieltag nicht nur um den Klassenerhalt gekämpft. Der Verein musste rechtzeitig zum Saisonstart bisher nicht vorhandene Stadioninfrastruktur nachrüsten. Für den Spiel- und Fernsehbetrieb mussten insbesondere Torlinientechnik, ein VAR-Umfeld und zusätzliche Standorte für TV-Kameras geschaffen werden. Dazu mussten auf der Haupttribüne und der Gegengerade zusätzliche Maßnahmen für Gästefans umgesetzt werden. Diese durchaus kostenintensiven Infrastrukturmaßnahmen waren als Auflage für den Erhalt der Lizenz für den Spielbetrieb in der 2. Bundesliga unerlässlich. Ein Großteil der Aufstiegsmannschaft blieb auch in der 2. Bundesliga zusammen. Die Verträge von Kapitän Marc Lorenz und anderer Routiniers wurden rechtzeitig verlängert. Dazu konnten die Preußen mit Jorrit Hendrix, Joshua Mees und Mikkel Kirkeskov mehrere namhafte Spieler an die Hammer Straße holen. Trotzdem wurde sportlich gerade zu Saisonbeginn ordentlich Lehrgeld gezahlt. Die Mannschaft konnte zum Abschluss der Hinrunde dennoch über dem Strich auf Platz 15 überwintern. Die Rückrunde sollte sich sportlich nicht weniger anspruchsvoll gestalten als die Hinrunde. Die Mannschaft kämpfte mit den direkten Konkurrenten aus Regensburg, Ulm und Braunschweig um den Klassenerhalt. Trotz teils ordentlicher Leistungen in den Wintermonaten konnten sich die Preußen nie aus dem Tabellenkeller befreien. Nach einer Niederlage am Ostersonntag beim 1. FC Köln und einem Unentschieden zuhause am Folgespieltag gegen den SV Darmstadt rutschen die Münsteraner am 31. Spieltag auf den 17. Tabellenplatz ab. Der Verein zog daraufhin drei Spieltage vor Saisonende die Notbremse und entließ Trainer Sascha Hildmann und Co-Trainer Louis Cordes. Die Trainerentlassung des zweimaligen Aufstiegshelden Hildmann löste im Verein und der Stadt eine heftige Diskussion aus. Sprachen die Befürworter der Entlassung von einer überfälligen, teils sogar zu späten Entscheidung der Verantwortlichen, argumentierten die Gegner mit den Verdiensten Hildmanns und einer gewollten Kontinuität im Traineramt. Die Diskussionen endeten so schnell wie sie gekommen war. Unter der Leitung des Interimsduos Christian Pander und Kieran Schulze-Marmeling erkämpfte sich die Mannschaft einen sehenswerten 0:5-Erfolg beim Tabellendritten aus Magdeburg. Im Anschluss standen 7 Spieler der Adlerträger in der Kicker-Elf des Tages. Im Anschluss gewannen die Preußen auch das folgende Heimspiel gegen Hertha BSC, so dass ein Unentschieden am letzten Spieltag beim bereits als Absteiger feststehenden SSV Ulm zum Ligaverbleib reichte. Das Saisonziel Klassenerhalt war damit erreicht. Zwar gehörte Preußen etatmäßig zu den Schlusslichtern der Liga, nur der Mitaufsteiger SSV Jahn Regensburg konnte in dieser Hinsicht hinter sich gelassen werden, doch egalisierte Preußen etwaige sportliche Rückstände durch kämpferischen Einsatz. Im Laufe der Saison erhielten die Spieler 101 gelbe Karten, was der höchsten Anzahl seit der Erfassung der exakten Kartenstatistik in diesem Jahrtausend in der 2. Bundesliga entspricht. Dies führte zu zwölf Gelbsperren, ebenfalls ein Novum in diesem Jahrtausend. Gleichzeitig kamen sie jedoch ohne einen einzigen Platzverweis aus. Zwei schnelle Gegentreffer ausgerechnet bei Heimspielen gegen direkte Konkurrenten im Abstiegskampf bildeten ein weiteres Kuriosum der Saison. Nach nur sieben Sekunden traf Richmond Tachie für Eintracht Braunschweig am 30. März 2025 und erzielte damit eines der schnellsten Tore der Saison. Ben Farhat markierte am 13. April 2025 für den Karlsruher SC nach zwölf Sekunden den Führungstreffer. In beiden Spielen trennte sich Münster unentschieden.

### Teilnahme am DFB-Pokal
| Saison  | Runde                            | Datum              | Paarung                             | Endergebnis          |
| ------- | -------------------------------- | ------------------ | ----------------------------------- | -------------------- |
| 1952/53 | 1. Hauptrunde                    | 17. August 1952    | VfB Mühlburg – SC Preußen           | 5:3 n. V.            |
| 1963/64 | 1. Hauptrunde                    | 8. April 1964      | SC Preußen – Karlsruher SC          | 1:3                  |
| 1964/65 | 1. Hauptrunde                    | 16. Januar 1965    | SC Preußen – Borussia Dortmund      | 0:1                  |
| 1965/66 | 1. Hauptrunde                    | 22. Januar 1966    | Karlsruher SC – SC Preußen          | 3:0                  |
| 1967/68 | 1. Hauptrunde                    | 27. Januar 1968    | SC Preußen – Alemannia Aachen       | 2:1                  |
| 1967/68 | Achtelfinale                     | 24. Februar 1968   | 1. FC Nürnberg – SC Preußen         | 4:0                  |
| 1968/69 | 1. Hauptrunde                    | 4. Januar 1969     | Wormatia Worms – SC Preußen         | 2:3                  |
| 1968/69 | Achtelfinale                     | 15. Februar 1969   | Alemannia Aachen – SC Preußen       | 2:0                  |
| 1972/73 | 1. Hauptrunde Hinspiel           | 9. Dezember 1972   | SC Preußen – MSV Duisburg           | 2:1                  |
| 1972/73 | 1. Hauptrunde Rückspiel          | 20. Dezember 1972  | MSV Duisburg – SC Preußen           | 3:0                  |
| 1974/75 | 1. Hauptrunde                    | 7. September 1974  | SC Preußen – Hamburger SV           | 0:4                  |
| 1975/76 | 1. Hauptrunde                    | 3. August 1975     | SC Preußen – Wacker Siemensstadt    | 7:1                  |
| 1975/76 | 2. Hauptrunde                    | 14. Oktober 1975   | SC Preußen – Wuppertaler SV         | 1:0                  |
| 1975/76 | 3. Hauptrunde                    | 12. Dezember 1975  | SC Preußen – Schwarz-Weiß Essen     | 2:2 n. V.            |
| 1975/76 | 3. Hauptrunde Wiederholungsspiel | 10. Januar 1976    | Schwarz-Weiß Essen – SC Preußen     | 3:2                  |
| 1976/77 | 1. Hauptrunde                    | 7. August 1976     | FK Pirmasens – SC Preußen           | 5:1                  |
| 1977/78 | 1. Hauptrunde                    | 30. Juli 1977      | OSC Bremerhaven – SC Preußen        | 3:2                  |
| 1978/79 | 1. Hauptrunde                    | 5. August 1978     | SC Preußen – SV Leiwen              | 6:0                  |
| 1978/79 | 2. Hauptrunde                    | 23. September 1978 | SV Darmstadt 98 – SC Preußen        | 2:1                  |
| 1979/80 | 1. Hauptrunde                    | 25. August 1979    | Eintracht Braunschweig – SC Preußen | 1:0                  |
| 1980/81 | 1. Hauptrunde                    | 30. August 1980    | Blau-Weiß Niederembt – SC Preußen   | 1:4 n. V.            |
| 1980/81 | 2. Hauptrunde                    | 3. Oktober 1980    | Eintracht Braunschweig – SC Preußen | 3:1                  |
| 1981/82 | 1. Hauptrunde                    | 29. August 1981    | Borussia Neunkirchen – SC Preußen   | 1:0                  |
| 1987/88 | 1. Hauptrunde                    | 30. August 1987    | SC Preußen – Rot-Weiß Oberhausen    | 1:1 n. V.            |
| 1987/88 | 1. Hauptrunde Wiederholungsspiel | 7. Oktober 1987    | Rot-Weiß Oberhausen – SC Preußen    | 0:2                  |
| 1987/88 | 2. Hauptrunde                    | 23. Oktober 1987   | SC Preußen – Alemannia Aachen       | 2:2 n. V.            |
| 1987/88 | 2. Hauptrunde Wiederholungsspiel | 11. November 1987  | Alemannia Aachen – SC Preußen       | 0:1                  |
| 1987/88 | Achtelfinale                     | 10. Dezember 1987  | SC Preußen – Fortuna Köln           | 2:3                  |
| 1990/91 | 1. Hauptrunde                    | 4. August 1990     | FSV Frankfurt – SC Preußen          | 3:4 n. V.            |
| 1990/91 | 2. Hauptrunde                    | 3. November 1990   | SV Hilden-Nord – SC Preußen         | 0:4                  |
| 1990/91 | Achtelfinale                     | 30. November 1990  | SC Preußen – VfB Stuttgart          | 0:1                  |
| 1991/92 | 1. Hauptrunde                    | 28. Juli 1991      | SC Preußen – VfL Osnabrück          | 1:2                  |
| 1994/95 | 1. Hauptrunde                    | 14. August 1994    | SC Preußen – Hannover 96            | 0:5                  |
| 1997/98 | 1. Hauptrunde                    | 16. August 1997    | SC Preußen – 1. FSV Mainz 05        | 2:2 n. V., 6:7 n. E. |
| 2008/09 | 1. Hauptrunde                    | 8. August 2008     | SC Preußen – VfL Bochum             | 0:0 n. V., 5:6 n. E. |
| 2009/10 | 1. Hauptrunde                    | 2. August 2009     | SC Preußen – Hertha BSC             | 1:3 n. V.            |
| 2010/11 | 1. Hauptrunde                    | 15. August 2010    | SC Preußen – VfL Wolfsburg          | 1:2                  |
| 2012/13 | 1. Hauptrunde                    | 19. August 2012    | SC Preußen – Werder Bremen          | 4:2 n. V.            |
| 2012/13 | 2. Hauptrunde                    | 30. Oktober 2012   | SC Preußen – FC Augsburg            | 0:1                  |
| 2013/14 | 1. Hauptrunde                    | 4. August 2013     | SC Preußen – FC St. Pauli           | 1:0                  |
| 2013/14 | 2. Hauptrunde                    | 24. September 2013 | SC Preußen – FC Augsburg            | 0:3                  |
| 2014/15 | 1. Hauptrunde                    | 17. August 2014    | SC Preußen – FC Bayern München      | 1:4                  |
| 2021/22 | 1. Hauptrunde                    | 16. August 2021    | SC Preußen – VfL Wolfsburg          | 2:0                  |
| 2021/22 | 2. Hauptrunde                    | 26. Oktober 2021   | SC Preußen – Hertha BSC             | 1:3                  |
| 2023/24 | 1. Hauptrunde                    | 26. September 2023 | SC Preußen – FC Bayern München      | 0:4                  |
| 2024/25 | 1. Hauptrunde                    | 27. August 2024    | SC Preußen – VfB Stuttgart          | 0:5                  |

## Fans
Der Großteil der aktiven Fanszene des Sportclubs ist in den Blöcken L, M und N beheimatet. Der Verein besitzt eine eigene Fanabteilung, die Fangemeinschaft Münster e. V., die sich als Dachverband für Fanbelange im Verein einsetzt. Des Weiteren werden Busfahrten zu Auswärtsspielen, Aktionen für wohltätige Zwecke sowie Veranstaltungen für Fans organisiert und das Fanradio Radio Mottekstrehle betrieben.
In der Saison 2024/25 verkaufte der SCP über 8000 Dauerkarten und stellte damit einen Vereinsrekord auf.

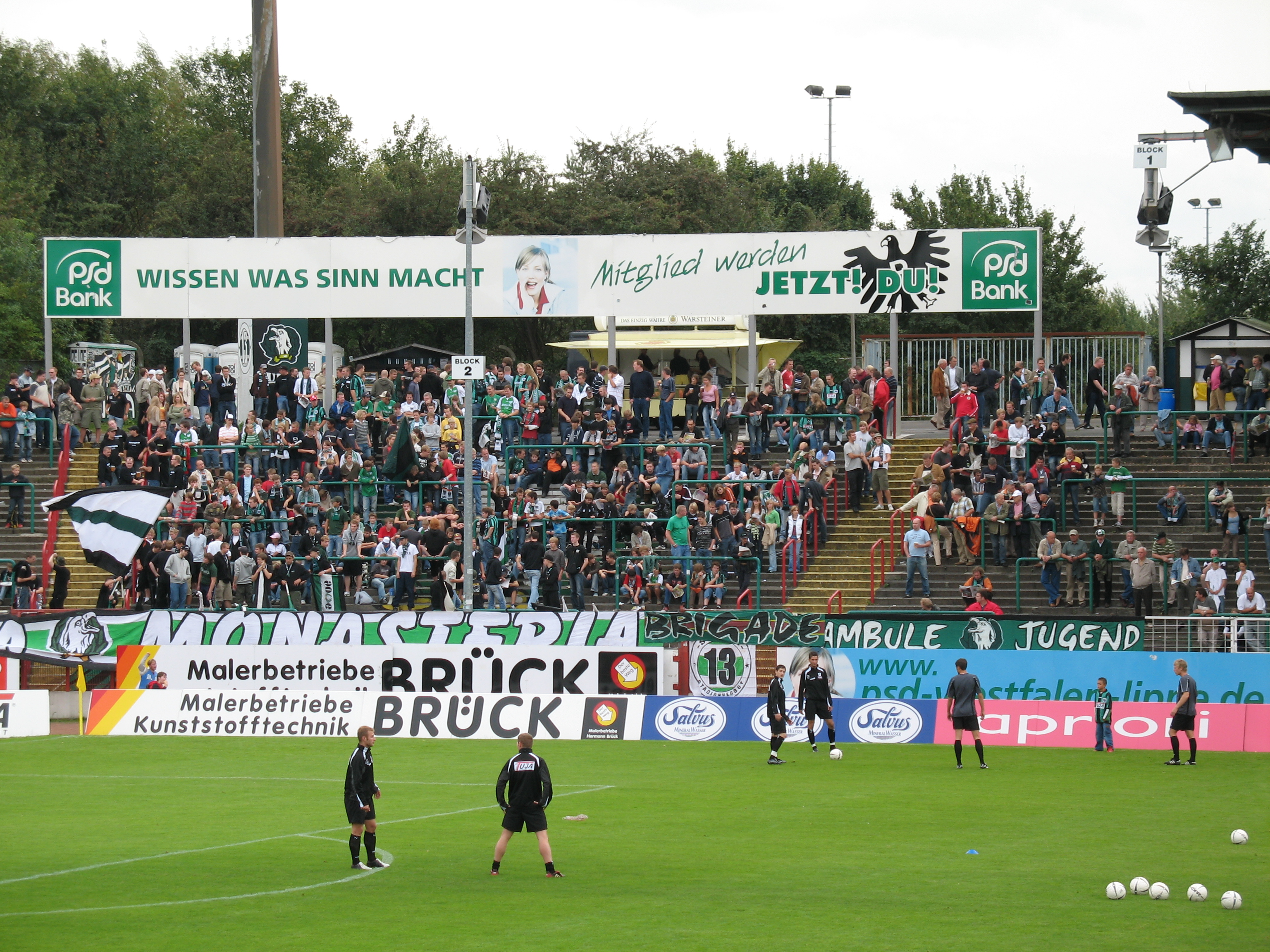
Zuschauer im Preußenstadion, Oktober 2006

Die Derbys gegen Arminia Bielefeld und den VfL Osnabrück besitzen für die Fans einen besonders hohen Stellenwert. Durch die in den letzten Jahren in der 3. Liga häufigen Aufeinandertreffen der Clubs, deren Stadien sich in einer Entfernung von 65 Kilometern befinden, wurde der Begriff des Bermuda-Dreiecks der Dritten Liga erfunden. Im Jahre 2015 widmete Regisseur Milan Skrobanek den drei Vereinen und ihrem Umfeld den Dokumentarfilm Im Derby-Dreieck. Dabei begleitete Skrobanek unter anderem die Münsteraner Fanszene und das Fanradio in der Saison 2014/2015. Eine weitere Rivalität besteht zu Rot-Weiss Essen.

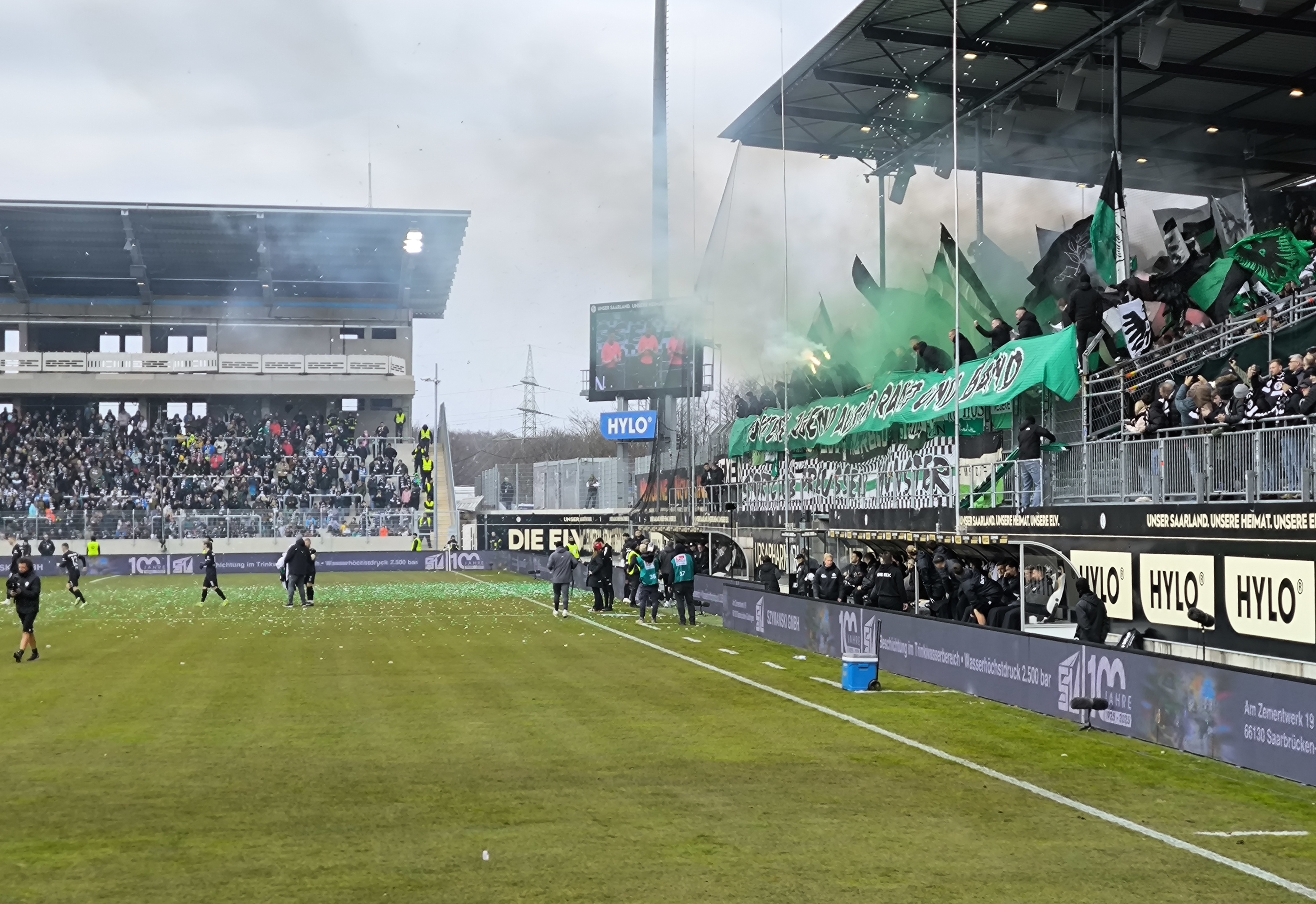
Preußenfans im Gästeblock beim Auswärtsspiel in Elversberg, März 2025.

Auf Ultraebene gibt es freundschaftliche Kontakte zu den Fanszenen des VfL Bochum, Heracles Almelo, Pescara Calcio, Girondins Bordeaux, Sporting Charleroi und CKS Czeladź aus Polen.

## Personal

### Kader 2025/26
Stand: 19. August 2025
| Nr.        | Nat.           | Spieler              | Geburtsdatum       | im Verein seit | letzter Verein                    |         |
| Torwart    | Torwart        | Torwart              | Torwart            | Torwart        | Torwart                           | Torwart |
| ---------- | -------------- | -------------------- | ------------------ | -------------- | --------------------------------- | ------- |
| 01         | Deutschland    | Johannes Schenk      | 13. Januar 2003    | 2023           | FC Bayern München                 |         |
| 26         | Deutschland    | Morten Behrens       | 1. April 1997      | 2024           | SV Darmstadt 98                   |         |
| 33         | Deutschland    | Marian Kirsch        | 12. Februar 2004   | 2024           | Borussia Dortmund II              |         |
| Abwehr     |                |                      |                    |                |                                   |         |
| 02         | Danemark       | Mikkel Kirkeskov     | 5. September 1991  | 2024           | Holstein Kiel                     |         |
| 03         | Deutschland    | Paul Jaeckel         | 22. Juli 1998      | 2025           | 1. FC Union Berlin                |         |
| 04         | Kroatien       | Antonio Tikvić       | 21. April 2004     | 2025           | FC Watford                        |         |
| 15         | Deutschland    | Simon Scherder       | 2. April 1993      | 2006           | SV Brukteria Dreierwalde [Jugend] |         |
| 16         | Deutschland    | Torge Paetow         | 14. August 1995    | 2024           | SC Verl                           |         |
| 22         | Deutschland    | Jannis Heuer         | 29. Juli 1999      | 2025           | 1. FC Kaiserslautern              |         |
| 24         | Deutschland    | Niko Koulis          | 4. Mai 1999        | 2022           | Holstein Kiel II                  |         |
| 25         | Deutschland    | Luca Bolay           | 25. Juli 2002      | 2024           | SV Waldhof Mannheim               |         |
| 27         | Deutschland    | Jano ter Horst       | 19. Juni 2002      | 2016           | JSG Obergrafschaft [Jugend]       |         |
| 28         | Deutschland    | Marco Meyerhöfer     | 18. November 1995  | 2025           | SpVgg Greuther Fürth              |         |
| 37         | Nordmazedonien | Leon Tašov           | 13. November 2004  | 2023           | VfL Bochum [Jugend]               |         |
| Mittelfeld |                |                      |                    |                |                                   |         |
| 05         | Deutschland    | Yassine Bouchama     | 28. Mai 1997       | 2022           | VfB Homberg                       |         |
| 06         | Deutschland    | Marcel Benger        | 2. Juli 1998       | 2025           | SC Verl                           |         |
| 10         | Deutschland    | Marvin Schulz        | 15. Januar 1995    | 2025           | Holstein Kiel                     |         |
| 14         | Deutschland    | Charalambos Makridis | 5. Juli 1996       | 2024           | VfL Osnabrück                     |         |
| 17         | Deutschland    | Oliver Batista-Meier | 16. Februar 2001   | 2025           | SSV Ulm 1846                      |         |
| 19         | Deutschland    | Marvin Benjamins     | 25. September 2002 | 2015           | SV Meppen                         |         |
| 20         | Niederlande    | Jorrit Hendrix       | 6. Februar 1995    | 2024           | Western Sydney Wanderers          |         |
| 21         | Deutschland    | Rico Preißinger      | 21. Juli 1996      | 2023           | FC Ingolstadt 04                  |         |
| 39         | Deutschland    | Jakob Korte          | 15. Juni 2003      | 2016           | Borussia Münster [Jugend]         |         |
| Sturm      |                |                      |                    |                |                                   |         |
| 08         | Deutschland    | Joshua Mees          | 15. April 1996     | 2024           | Holstein Kiel                     |         |
| 11         | Schweden       | Oscar Vilhelmsson    | 2. Oktober 2003    | 2025           | SV Darmstadt 98                   |         |
| 13         | Deutschland    | Lars Lokotsch        | 17. Mai 1996       | 2025           | SC Verl                           |         |
| 23         | Turkei         | Malik Batmaz         | 17. März 2000      | 2023           | Karlsruher SC                     |         |
| 30         | Togo           | Etienne Amenyido     | 1. März 1998       | 2024           | FC St. Pauli                      |         |

### Transfers der Saison 2025/26
Stand: 19. August 2025
| Zugänge | Abgänge |
| Sommerpause 2025 | Sommerpause 2025 |
| --- | --- |
| - Oliver Batista-Meier (SSV Ulm 1846) - Marcel Benger (SC Verl) - Marvin Benjamins (SV Rödinghausen; Leihende) - Paul Jaeckel (1. FC Union Berlin) - Jakob Korte (VfB Lübeck; Leihende) - Lars Lokotsch (SC Verl) - Marco Meyerhöfer (Greuther Fürth) - Marvin Schulz (Holstein Kiel) - Leon Tasov (SV Meppen; Leihende) - Antonio Tikvić (FC Watford) - Oscar Vilhelmsson (SV Darmstadt 98) | - Luca Bazzoli (Rot-Weiss Essen) - Thorben Deters (SV Meppen) - Lukas Frenkert (Eintracht Braunschweig) - Hólmbert Friðjónsson (Gwangju FC) - David Kinsombi (SC Paderborn 07; Leihende) - Daniel Kyerewaa (FC Reading) - Sebastian Mrowca (Ziel unbekannt) - András Németh (Hamburger SV; Leihende) - Florian Pick (1. FC Saarbrücken) - Dominik Schad (Ziel unbekannt) |
| nach Saisonbeginn | |
| - Jannis Heuer (1. FC Kaiserslautern; Leihe) | - Marc Lorenz (Vertragsauflösung; Ziel unbekannt) |

### Trainerteam
Stand: 21. Mai 2025
| Nat.        | Name             | Funktion        |             |
| Trainerstab | Trainerstab      | Trainerstab     | Trainerstab |
| ----------- | ---------------- | --------------- | ----------- |
| Deutschland | Alexander Ende   | Cheftrainer     |             |
| Deutschland | Zlatko Muhovic   | Co-Trainer      |             |
| Deutschland | André Poggenborg | Torwarttrainer  |             |
| Deutschland | Tim Geidies      | Athletiktrainer |             |

## Siege und Niederlagen

### Die Bundesliga
In der einzigen Bundesligasaison (Gründungssaison 1963/64) des SC Preußen kam es zu folgenden bemerkenswerten Ergebnissen:
Höchste Heimsiege in der Bundesliga:
- jeweils 4:2 gegen MSV Duisburg, VfB Stuttgart und Hertha BSC

Höchste Heimniederlagen in der Bundesliga:
- jeweils 1:3 gegen Werder Bremen und Eintracht Frankfurt
- jeweils 0:2 gegen Eintracht Braunschweig und den 1. FC Köln

Höchster Auswärtssieg in der Bundesliga:
- 3:0 gegen VfB Stuttgart

Höchste Auswärtsniederlage in der Bundesliga:
- 0:5 gegen Hamburger SV

In der „ewigen Bundesliga-Tabelle“ befindet sich der SC Preußen derzeit mit 30 Punkten und 34:52 Toren auf Rang 54.

### Die 2. Bundesliga
In den zehn Jahren der Zugehörigkeit zur 2. Bundesliga (erstmals in der Gründungssaison 1974/75) erzielte der SC Preußen folgende bemerkenswerte Ergebnisse:
Höchste Heimsiege in der 2. Bundesliga:
- jeweils 7:0 gegen den Spandauer SV 1975/76 und gegen den VfL Wolfsburg 1976/77

Höchste Heimniederlagen in der 2. Bundesliga:
- 2:6 gegen Hertha BSC 1989/90
- 0:4 gegen den FC St. Pauli 1974/75

Höchster Auswärtssieg in der 2. Bundesliga:
- 5:0 gegen 1. FC Magdeburg 2025

Höchste Auswärtsniederlagen in der 2. Bundesliga:
- 1:7 gegen Alemannia Aachen 1989/90
- 0:6 gegen Hertha BSC 1980/81

In der „Ewigen Zweitliga-Tabelle“ steht der SC Preußen mit 546 Punkten und einem Torverhältnis von 556:527 derzeit auf Rang 37.

## Sportliche Erfolge
- Deutscher Vizemeister: 1951
- Qualifikation für die neu gegründete Bundesliga: 1963
- Deutscher Amateurmeister: 1994
- Westfalenmeister: 1914, 1921, 1988, 1989, 1992, 1993, 2008, 2023
- Westdeutscher Pokalsieger: 1968/69
- Rekordmeister der Oberliga Westfalen
- Aufstieg in die 2. Bundesliga: 1989, 2024
- Westfalenpokalsieger: 1997, 2008, 2009, 2010, 2014, 2021
- Aufstieg in die 3. Liga: 2011, 2023

## Stadion

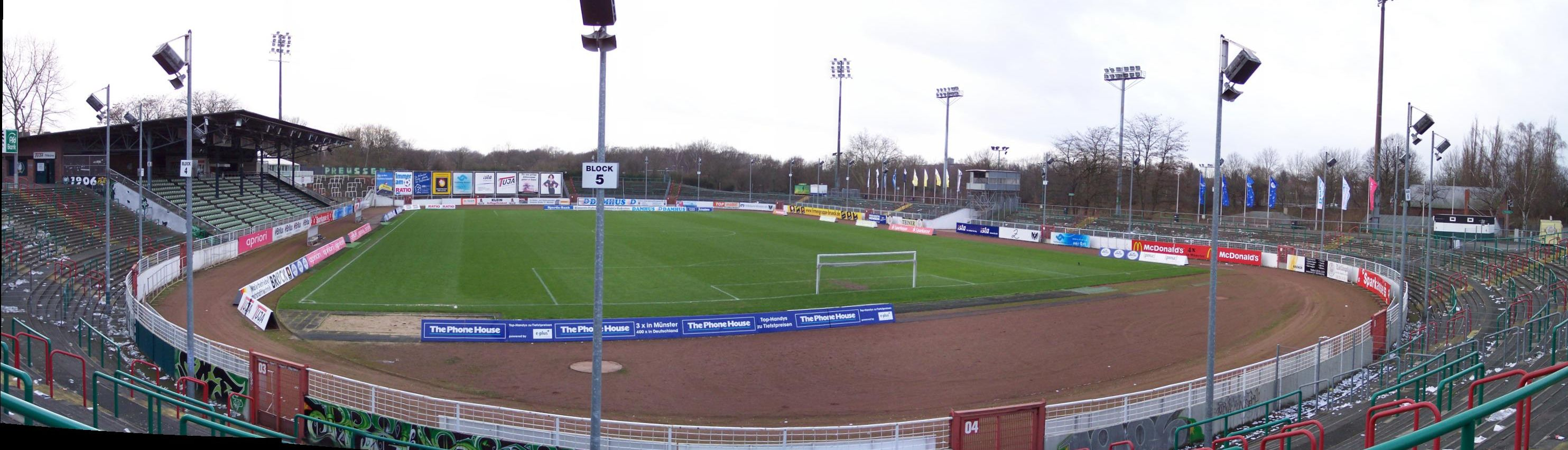
Panorama-Aufnahme des Preußenstadions vor dem Umbau (2007)

Die Fußballspiele des Vereins werden im Preußenstadion an der Hammer Straße ausgetragen. Das Fassungsvermögen betrug nach dem Ausbau ab 1948 in den 1950er Jahren 40.000 Zuschauer, wurde später aufgrund der zunehmenden Baufälligkeit des Stadions jedoch immer weiter verkleinert. Die aktuelle Zuschauerkapazität beträgt 12.754 Zuschauer, die bei Risikospielen allerdings aus Sicherheitsgründen noch weiter reduziert werden muss.
Nachdem der SCP bereits seit 1926 an der Hammer Straße gespielt hatte, wurde das Stadion ab 1948 zu einer der modernsten Arenen im Westen Deutschlands mit einem Fassungsvermögen von 40.000 Zuschauern ausgebaut. Die Deutsche Bundesbahn richtete in der Nähe einen Haltepunkt „Preußenstadion“ ein, was zur damaligen Zeit einzigartig war. In den folgenden Jahrzehnten verpasste man allerdings, das Stadion auf einem zeitgemäßen Stand zu halten.
Seit den 1980er Jahren wurde ein Um- oder Neubau des Preußenstadions diskutiert, insbesondere nach dem Aufstieg in die 2. Fußball-Bundesliga 1989. Ab 1994 wurde mit dem Projekt Preußen-Park ein Neubau an der Stelle des bisherigen Stadions geplant, das aber im Dezember 2000 endgültig scheiterte.
Von November 2008 bis Mai 2009 befand sich der größte Teil des Stadions im Umbau. Ein Tribünenumbau durch die Walter Hellmich Baugesellschaft scheiterte zunächst, da das Bauunternehmen mit der Begründung aus dem Projekt ausstieg, wegen gestiegener Rohstoffpreise die veranschlagte Bausumme nicht einhalten zu können. Kurz darauf erklärte sich die Paderborner Bremer AG bereit, das Projekt zu realisieren. Die Umbaukosten in Höhe von 4,8 Millionen Euro wurden von der Stadt Münster getragen. Während des Umbaus konnte die 1948 errichtete Haupttribüne nicht genutzt werden. Nach der Fertigstellung bietet die Tribüne 2.885 Sitzplätze, darunter knapp 800 Business-Seats, verschiedene Funktionsräume, Presseräume und zunächst zehn VIP-Logen. Zum Heimspiel gegen Eintracht Trier wurde erstmals ein Teil der neuen Tribüne für Zuschauer freigegeben. Die offizielle Einweihung fand am 21. August 2009 vor dem Meisterschaftsspiel gegen die zweite Mannschaft von Schalke 04 statt. Die Gegengerade wurde in einem von der Tribüne unabhängigen Bauvorhaben im November 2008 überdacht und bietet nun rund 5.000 Zuschauern Schutz. Im Zuge der beiden anderen Umbaumaßnahmen gab ein Münsteraner Spezialbau-Unternehmen bekannt, dass es die seit Jahren gesperrte Westkurve in Eigenregie und -finanzierung sanieren wolle. Zwar würde die Stadionkapazität durch dieses Vorhaben aufgrund einiger Lärmschutzrichtlinien nicht erhöht, jedoch böte die Westkurve dann mehr Platz für die Zuschauer der Gastvereine. Allerdings wurden die Arbeiten durch den Tod des Bauunternehmers unterbrochen, sodass die Westkurve erst zur Hälfte saniert und noch nicht für Zuschauer freigegeben ist. Im Auftaktspiel zur neuen Saison 2010/11 präsentierte der Verein erstmals eine elektronische und farbfähige Anzeigetafel für Spielstände. Die Tafel wurde von der Firma Hoesch gespendet und in der Saison 2013/14 durch ein moderneres Modell ersetzt. Auch diese Anzeigetafel wurde von einem Unternehmen, der BK Media, im Rahmen seiner Sponsorentätigkeit gespendet.
In der Sommerpause vor Beginn der Saison 2012/13 wurde der mehr als 60 Jahre alte Rasen, auf dem die Preußen 1963 auch ihr erstes Bundesliga-Heimspiel bestritten hatten, ersetzt und ein neuer Rollrasen verlegt. Im Zuge dessen wurde auch eine Rasenheizung eingebaut. Die Eröffnung des neuen Spielfeldes erfolgte am 28. Juli 2012 beim ersten Heimspiel der neuen Saison 2012/13 beim 1:0 gegen den Chemnitzer FC.
Im Dezember 2018 bewilligte der Rat der Stadt Münster 40 Millionen Euro für den Ausbau des Preußenstadions am bestehenden Standort. Im Dezember 2021 bewilligte die Stadt den Bau zweier neuer Trainingsplätze, einem Naturrasen und einem Kunstrasen, auf dem Gelände des Stadions. Zusätzlich dazu begann der Bau von Beachvolleyballfeldern für den benachbarten Volleyballclub USC Münster. Nach Saisonende 2021/22 begann der Abriss der maroden Westkurve.
Im September 2024 gaben Stadt und Verein weitere Details zum Stadion bekannt. Demnach soll mit dem Bau einer neuen Westtribüne im zweiten Quartal 2025 begonnen werden, bis 2027 sollen die Bauarbeiten an allen Tribünen abgeschlossen sein. Das neue Preußenstadion soll Platz für 19.165 Fans bieten und 88 Millionen Euro kosten. Umgesetzt wird das Projekt vom Unternehmen Hellmich aus Dinslaken.
Am 5. Februar 2025 begann dann der lang erwartete Bau der neuen Westtribüne. Nachdem vorab verschiedene Vorarbeiten für die Großbaustelle und im direkten Stadionumfeld fertig gestellt wurden, konnte mit dem ersten Teilabschnitt zügig begonnen werden.
Mit Beginn des Umbaus konnte sich die LVM aus Münster die Namensrechte sichern. Seit 2025 heißt das Stadion offiziell LVM-Preußenstadion.

## Ausrüster und Sponsoren

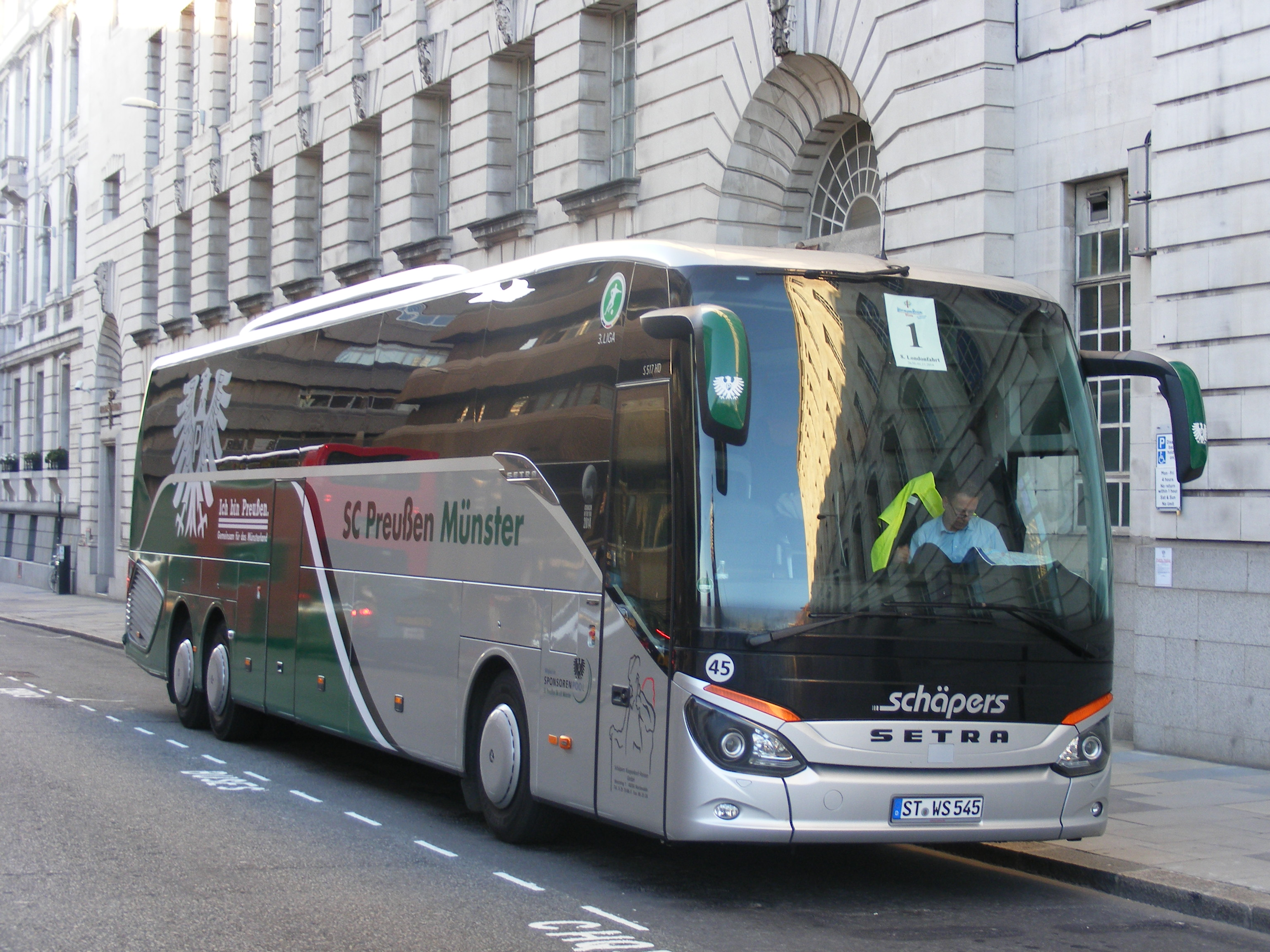
Mannschaftsbus, 2014

Die Ausrüster und Trikotsponsoren im Brustbereich seit Zulassung der Trikotwerbung:
| Zeitraum  | Ausrüster | Sponsor             | Branche                     |
| --------- | --------- | ------------------- | --------------------------- |
| 1973–1977 | diverse   | diverse             |                             |
| 1977-1980 | Adidas    | COMPO               | Gartenprodukte, Düngemittel |
| 1980-1997 | Adidas    | Westfalen           | Gase, Energie, Tankstellen  |
| 1997–1998 | Asics     | Maler Brück         | Malerhandwerk               |
| 1998–2000 | Adidas    | GWB                 | Finanzdienstleistung        |
| 2000–2002 | Adidas    | Herforder Pils      | Brauerei                    |
| 2002–2006 | Jako      | Herforder Pils      | Brauerei                    |
| 2006–2008 | Jako      | tuja Zeitarbeit     | Personaldienstleistung      |
| 2008–2018 | Nike      | tuja Zeitarbeit     | Personaldienstleistung      |
| 2018–2019 | Nike      | Schauinsland-Reisen | Touristik                   |
| 2019–2020 | Jako      | sunmaker            | Wettportal                  |
| 2020–     | Jako      | FIEGE               | Logistik                    |

## Persönlichkeiten

### Trainerhistorie
| Trainername         | von  | bis  | Bemerkung                     |
| ------------------- | ---- | ---- | ----------------------------- |
| Rudolf Prokoph      | 1948 | 1949 |                               |
| Willi Multhaup      | 1949 | 1950 |                               |
| Ferdinand Fabra     | 1950 | 1951 | bis zur DM-Endrunde 1950/51   |
| Willi Multhaup      | 1951 | 1953 | ab der DM-Endrunde 1950/51    |
| Ludwig Tretter      | 1953 | 1954 |                               |
| Paul Böhm           | 1954 | 1956 |                               |
| Günter Hentschke    | 1956 | 1958 |                               |
| Kuno Klötzer        | 1958 | 1961 |                               |
| Richard Schneider   | 1961 | 1966 |                               |
| Prvoslav Mihajlović | 1966 | 1967 |                               |
| Bert Trautmann      | 1967 | 1968 |                               |
| Rudolf Schnippe     | 1969 | 1968 | ab 17.09.1968                 |
| Richard Schneider   | 1968 | 1971 | ab 31.12.1968                 |
| Dagmar Drewes       | 1969 | 1970 | Interim                       |
| Falk Dörr           | 1970 | 1971 | Interim                       |
| Alfred Schmidt      | 1970 | 1972 | ab 11.12.1970                 |
| Slobodan Čendić     | 1972 | 1974 | bis 18.03.1974                |
| Bernd Kipp          | 1974 | 1974 | Spielertrainer / Interim      |
| Günter Wellerdieck  | 1974 | 1974 | 1. Vorsitzender / Interim     |
| Werner Olk          | 1974 | 1975 | bis 05.04.1975                |
| Hans-Werner Moors   | 1975 | 1975 | Spielertrainer / Interim      |
| Detlev Brüggemann   | 1975 | 1975 | bis 21.08.1975                |
| Günter Wellerdieck  | 1975 | 1975 | 1. Vorsitzender / Interim     |
| Rudi Faßnacht       | 1975 | 1977 | ab 08.09.1975, bis 22.02.1977 |
| Günter Wellerdieck  | 1977 | 1977 | 1. Vorsitzender / Interim     |
| Werner Biskup       | 1977 | 1980 | ab 01.04.1977                 |
| Günter Exner        | 1980 | 1981 |                               |
| Rudi Faßnacht       | 1981 | 1981 | ab 13.01.1981                 |
| Zoltán Varga        | 1981 | 1981 | ab 07.12.1981                 |
| Horst Blankenburg   | 1981 | 1982 | Interim                       |
| Ernst Mareczek      | 1982 | 1985 |                               |
| Günter Exner        | 1985 | 1986 |                               |
| Helmut Horsch       | 1986 | 1989 |                               |
| Elmar Müller        | 1989 | 1990 |                               |
| Ernst Mareczek      | 1990 | 1990 | ab 08.03.1990                 |
| Gerd Roggensack     | 1990 | 1991 |                               |
| Siegfried Melzig    | 1991 | 1991 | ab 24.04.1991, bis 17.06.1991 |
| Hans-Werner Moors   | 1991 | 1994 |                               |
| Ernst Mareczek      | 1994 | 1994 | ab 09.05.1994                 |
| Fritz Bischoff      | 1994 | 1995 |                               |
| Bernd Kipp          | 1995 | 1995 | 15. - 28.08.1995              |
| Alfons Weusthof     | 1995 | 1996 |                               |
| Paul Linz           | 1996 | 1996 | Trat nicht an                 |
| Peter Vollmann      | 1996 | 1998 |                               |
| Hans-Werner Moors   | 1998 | 2000 |                               |

| Trainername                                | von          | bis        | Bemerkung |
| ------------------------------------------ | ------------ | ---------- | --------- |
| Hans-Werner Moors                          | -            | 23.09.1999 |           |
| Klaus Berge                                | 23.09.1999   | 02.11.1999 |           |
| Stefan Grädler                             | 02.11.1999   | 16.12.2001 |           |
| Neale Marmon                               | 01.01.2002   | 20.11.2002 |           |
| Peter Vollmann                             | 20.11.2002   | 10.11.2003 |           |
| Hans-Werner Moors                          | 10.11.2003   | 04.06.2005 |           |
| Colin Bell                                 | 01.07.2005 1 | 20.11.2005 |           |
| Stefan Grädler                             | 21.11.2005   | 19.12.2005 | Interim   |
| Hans-Werner Moors                          | 19.12.2005   | 27.05.2006 |           |
| Georg Kreß                                 | 01.07.2006 1 | 06.04.2007 |           |
| Carsten Gockel                             | 06.04.2007   | 02.06.2007 | Interim   |
| Roger Schmidt                              | 01.07.2007 1 | 19.03.2010 |           |
| Marc Fascher                               | 21.03.2010   | 23.01.2012 |           |
| Pavel Dotchev                              | 24.01.2012   | 05.09.2013 |           |
| Carsten Gockel                             | 06.09.2013   | 15.09.2013 | Interim   |
| Ralf Loose                                 | 15.09.2013   | 19.12.2015 |           |
| Horst Steffen                              | 01.01.2016   | 03.10.2016 |           |
| Cihan Tasdelen                             | 04.10.2016   | 17.10.2016 | Interim   |
| Benno Möhlmann                             | 18.10.2016   | 10.12.2017 |           |
| Marco Antwerpen                            | 12.12.2017   | 30.06.2019 |           |
| Sven Hübscher                              | 01.07.2019 1 | 30.11.2019 |           |
| Arne Barez                                 | 01.12.2019   | 26.12.2019 | Interim   |
| Sascha Hildmann                            | 01.01.2020   | 27.04.2025 |           |
| Christian Pander, Kieran Schulze-Marmeling | 28.04.2025   |            | Interim   |

### Kader der Bundesligasaison 1963/64
Die Zahlen in Klammern beziehen sich auf die Einsätze und Tore in der Saison 1963/64.
| Herbert Eiteljörge | (26/0) |
| Dieter Feller      | (4/0)  |

| Klaus Bockisch    | (30/3) |
| Heribert Kania    | (16/0) |
| Werner Lungwitz   | (29/2) |
| Helmut Tybussek   | (14/1) |
| Heinz-Rüdiger Voß | (28/0) |

| Karl-Heinz Bente | (21/0) |
| Falk Dörr        | (7/1)  |
| Dagmar Drewes    | (30/0) |

| Walter Bensmann      | (4/0)  |
| Karl-Heinz Kiß       | (24/3) |
| Hermann Lulka        | (28/9) |
| Helmut Menzel        | (16/0) |
| Bernhard Pohlschmidt | (1/0)  |
| Manfred Pohlschmidt  | (25/6) |
| Manfred Rummel       | (27/7) |

### Rekordspieler der 2. Bundesliga und ihrer Vorgängerligen
| Name                | Spiele | Tore | Jahre     |
| ------------------- | ------ | ---- | --------- |
| Karl Heinz Krekeler | 246    | 07   | 1970–1981 |
| Werner Fuchs        | 193    | 019  | 1972–1980 |
| Rolf Grünther       | 187    | 017  | 1972–1979 |
| Benno Möhlmann      | 150    | 028  | 1972–1978 |
| Horst Angel         | 139    | 010  | 1973–1980 |

### Weitere bekannte ehemalige Spieler
- Henry Acquah
- Dieter Agatha
- Marco Antwerpen
- Günter Augustat
- Marvin Bakalorz
- Maurice Banach
- Horst Bertram
- Amaury Bischoff
- Horst Blankenburg
- Rolf Blau
- Dirk Bremser
- Ansgar Brinkmann
- Dirk Caspers
- Horst Christopeit
- Gerd Cyliax
- Nejmeddin Daghfous
- Eckhard Deterding
- Peter Fraßmann
- Ulrich Gäher
- Hans-Jürgen Gede
- „Fiffi“ Gerritzen
- Eric Groeleken
- Volker Graul
- Dennis Grote
- Daniel Gunkel
- Sercan Güvenışık
- Markus Happe
- Fabrizio Hayer
- Helmut Heeren
- Sigfried Held
- Philip Heise
- Alwin Jenatschek
- Bernd Jeworrek
- Elmar Jürgens
- Edmund Kaczor
- Günter Karbowiak
- Gerd Kasperski
- Alfred Kelbassa
- Bernd Kipp
- Patrick Kirsch
- Fred Klaus
- Erwin Kostedde
- Stefan Kühne
- Stephan Küsters
- Josef Lammers
- Matthias Langkamp
- Sebastian Langkamp
- Walter Lesch
- Uwe Leifeld
- Rainer Leifken
- Marek Leśniak
- Rolf Lezgus
- Dietmar Linders
- Jan Löhmannsröben
- Julian Loose
- Daniel Masuch
- Pellegrino Matarazzo
- Christoph Metzelder
- Malte Metzelder
- Bernd Michel
- Otto Mierzowski
- Hans-Werner Moors
- Dimitrij Nazarov
- Babacar N'Diaye
- Massimo Ornatelli
- Christian Pander
- Manfred Podlich
- Peer Posipal
- Alfred Preißler
- Herbert Prott
- Siegfried Rachuba
- Nicolai Remberg
- Dirk Römer
- Adolf Scheidt
- Wolfgang Schnarr
- Rudi Schulz
- Peter Schyrba
- Josef Seemann
- Jürgen Serr
- Marius Sowislo
- Dieter Stosberg
- Thorsten Stuckmann
- Jochen Terhaar
- Alexander Thamm
- Branko Topalović
- Uwe Tschiskale
- Dieter Wallny
- Helmut Wartusch
- Jesse Weißenfels
- Gerhard Welz
- Dirk Winter
- Jens Wissing
- Günter Wohlgemuth
- Klaus Wolf
- Ralf Zumdick[86]

## Zweite Mannschaft
Die Reserve des SC Preußen Münster stieg im Jahr der Bundesligagründung (1963) in die damals viertklassige Landesliga auf. Nach dem Absturz Mitte der 80er Jahre bis in die Kreisliga A Münster gelang von 1986 bis 1988 die direkte Rückkehr über die Bezirksliga in die Landesliga, die zu diesem Zeitpunkt nur noch fünftklassig war. Nach 16 Spielzeiten gelang erstmals in der Saison 2002/03 wieder die Meisterschaft und der Sprung in die damals fünftklassige Verbandsliga. Nach einem erneuten Intermezzo in der Landesliga (2007–2009) gelang die Rückkehr in die Verbandsliga, die inzwischen offiziell Westfalenliga hieß und nur noch sechstklassig war. Dort spielte die heutige U23 ab der Saison 2009/10. Zur Spielzeit 2019/20 gelang als Meister der Staffel 1 der Aufstieg in die Oberliga Westfalen.

## Frauenfußball
Seit 2023 kooperiert der Verein mit Borussia Münster im Damen- und Mädchenbereich.
Auf der Jahreshauptversammlung am 14. Januar 2024 stimmten die Mitglieder für weitere Gespräche die zu einem Anschluss des UFC Münster führen sollen. Infolgedessen soll eine eigene Damen und Mädchensparte im Bereich Fußball aufgebaut werden.

## Weitere Abteilungen
Auch wenn der Sportclub Preußen Münster überregional vor allem als Fußballverein bekannt ist, werden im Verein auch andere Sportarten wie Tennis, Leichtathletik, Handball und Faustball betrieben.

### Handball
Die relativ kleine Handballabteilung mit derzeit drei Mannschaften tritt zusammen mit der DJK SV Borussia 07 Münster in einer Spielgemeinschaft als HSG Preußen Borussia Münster an. Die erste Herrenmannschaft war in der Saison 2016/17 in der Lage sich erstmals für die Bezirksliga Münsterland zu qualifizieren.
Zu Beginn des Jahres 2024 konnte sich die Herrenmannschaft der HSG Preußen Borussia Münster den Titel des Stadtmeisters sichern.

### Leichtathletik

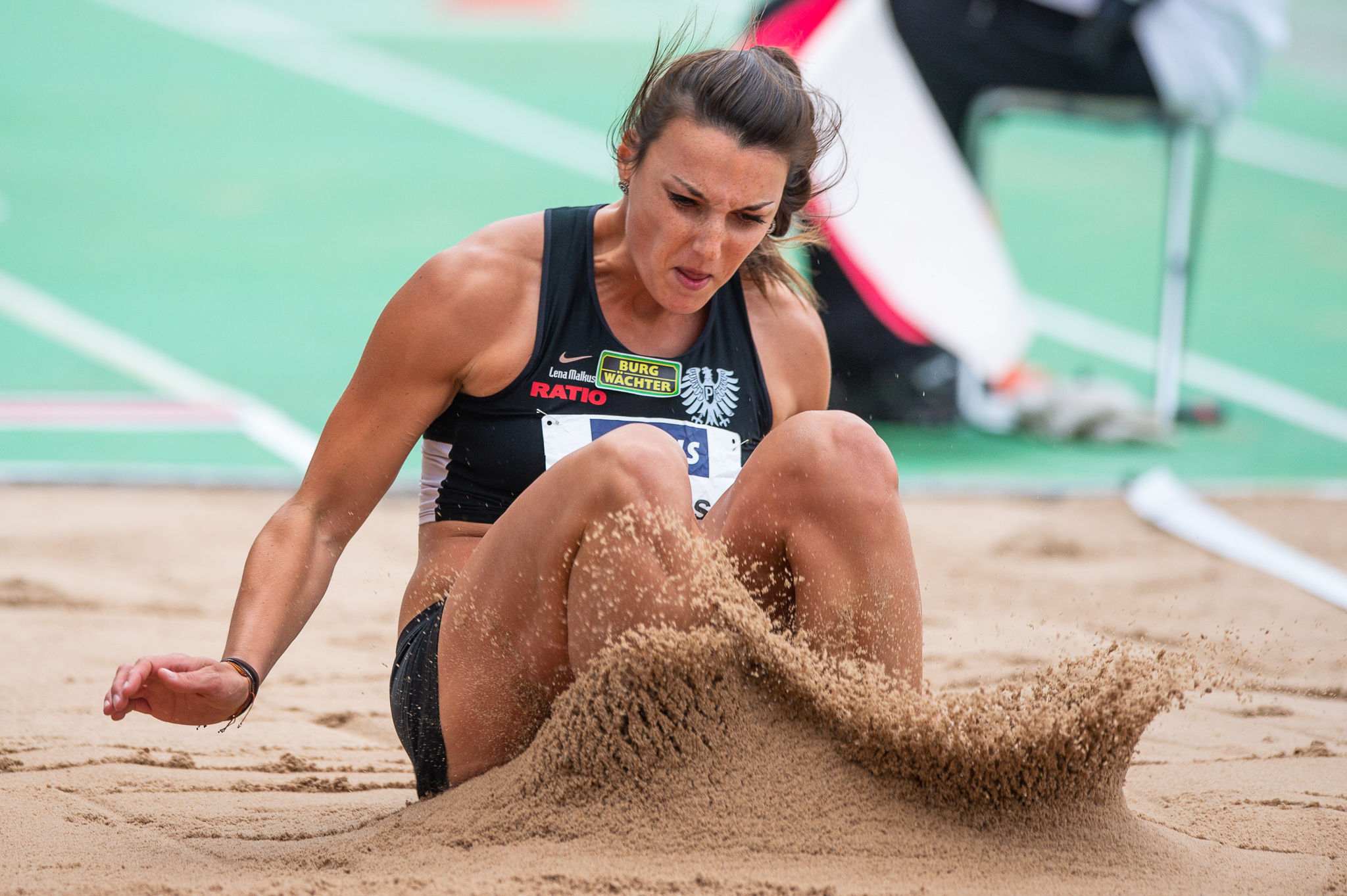
Lena Malkus, Deutsche Leichtathletik-Meisterschaften 2018

Seit Jahrzehnten gehört der SC Preußen Münster zu den größeren Leichtathletikvereinen in Münster. So gewann der Langstreckenläufer Harald Norpoth in den 1960er Jahren vier seiner deutschen Meistertitel im Trikot der Preußen und vier weitere als Athlet der LG Ratio Münster. In den 1960er Jahren gab es im Preußenstadion auch Leichtathletiksportfeste mit mehr als 10.000 Zuschauern. Allerdings wurde die Aschenbahn nie durch eine Kunststoffbahn ersetzt und nach dem Neubau der Haupttribüne wäre dies auch von den Platzverhältnissen her nicht mehr möglich.
Die Leichtathleten der Preußen traten von 1970 bis 2012 in einer Leichtathletikgemeinschaft mit anderen Vereinen aus Münster und Umgebung als LG Ratio Münster an. Seit dem 1. Januar 2013 war die Leichtathletikabteilung der Preußen durch Austritt aus der LG Ratio wieder selbständig. Mit Beginn des Jahres 2020 traten die Leichtathleten wieder der Leichtathletikgemeinschaft bei, welche nach Sponsorenwechsel mittlerweile LG Brillux Münster heißt.
Bis heute (Stand: 2022) hält die 3-mal-1000-Meter-Staffel des SC Preußen mit Franz-Josef Kemper, Harald Norpoth und Wolf-Jochen Schulte-Hillen den bereits 1966 aufgestellten deutschen Rekord über diese Distanz mit der Zeit von handgestoppten 7:01,2 min. Damit handelt es sich um den langlebigsten deutschen Leichtathletikrekord überhaupt.
Zu den herausragenden Athletinnen des SC Preußen in jüngerer Zeit gehörte unter anderem die U20-Europameisterin 2011 und Deutsche Meisterin 2015 im Weitsprung, Lena Malkus, die bis zum Ende des Jahres 2018 für den Verein startete. Die Sprinterin Tatjana Pinto (Europameisterin 2012 in der 4-mal-100-Meter-Staffel) war bis zum 31. Dezember 2012 Mitglied des SC Preußen.

### Tennis
Schon kurz nach der Vereinsgründung entstand in den Jahren 1908/09 eine Tennisabteilung. Die Plätze und das Klubhaus befinden sich unmittelbar neben dem Preußenstadion.

### Faustball
Seit 1968 gibt es eine Faustballabteilung im Verein. Die Mannschaft spielt aktuell in der Landesliga.

### Darts
Der ehemalige Dartclub Vikings Münster wirft mit Beginn der Saison 2023/2024 seine Pfeile unter schwarz-weiß-grüner Flagge und wird als Dartclub Preußen Münster in der 2. Bundesliga Nord an den Start gehen.

### E-Sport
Der Verein gründete 2021 eine neue E-Sports-Sparte. Hier wird aktuell Fußball der FIFA-Reihe gespielt. Spiele und Wettbewerbe werden in der Regel auf Twitch gestreamt.

### Futsal
Nach Anschluss des UFC Münster an den Verein wird künftig auch Futsal durch den Verein angeboten werden. Die 1. Mannschaft des UFC Münster spielt aktuell in der Futsal-Regionalliga West.